# Castelo Branco
Castelo Branco OC é uma cidade raiana portuguesa capital do Distrito de Castelo Branco, situando-se na sub-região da Beira Baixa da Região do Centro e tendo pertencido à antiga Província da Beira Baixa, com 33 772 habitantes (2021) no seu perímetro urbano.
É sede do Município de Castelo Branco, o terceiro maior português em extensão, com 1 438,19 km² de área e 52 272 habitantes (albicastrenses) (2021), subdividido em 19 freguesias. O município é limitado a norte pelo município do Fundão, a leste por Idanha-a-Nova, a sul pela Espanha, a sudoeste por Vila Velha de Ródão e a oeste por Proença-a-Nova e por Oleiros.
Ao contrário de outras cidades da região, que cresceram notavelmente devido à indústria têxtil, Castelo Branco sempre teve uma importância geoestratégica e política em Portugal. Não está, por esse motivo, sujeita às flutuações económicas que deslocalizaram empresas têxteis — mormente de laboração manual desqualificada — como sucedeu na região norte e na Cova da Beira. A composição sociológica predominante é por esse motivo também muito diferente de outras cidades de cultura do operariado.
Foi considerada em 2006, num estudo elaborado pela DECO, a segunda capital de distrito do país com melhor qualidade de vida. Em 2017, encontra-se em 36.º lugar nacional, e 7.º lugar da região Centro, segundo um estudo pela consultora Bloom Consulting.

## Etimologia
A origem do nome da cidade — Castelo Branco — não é certa, embora a hipótese mais aceite se refira à antiga cidade de Cataleucos.

## História

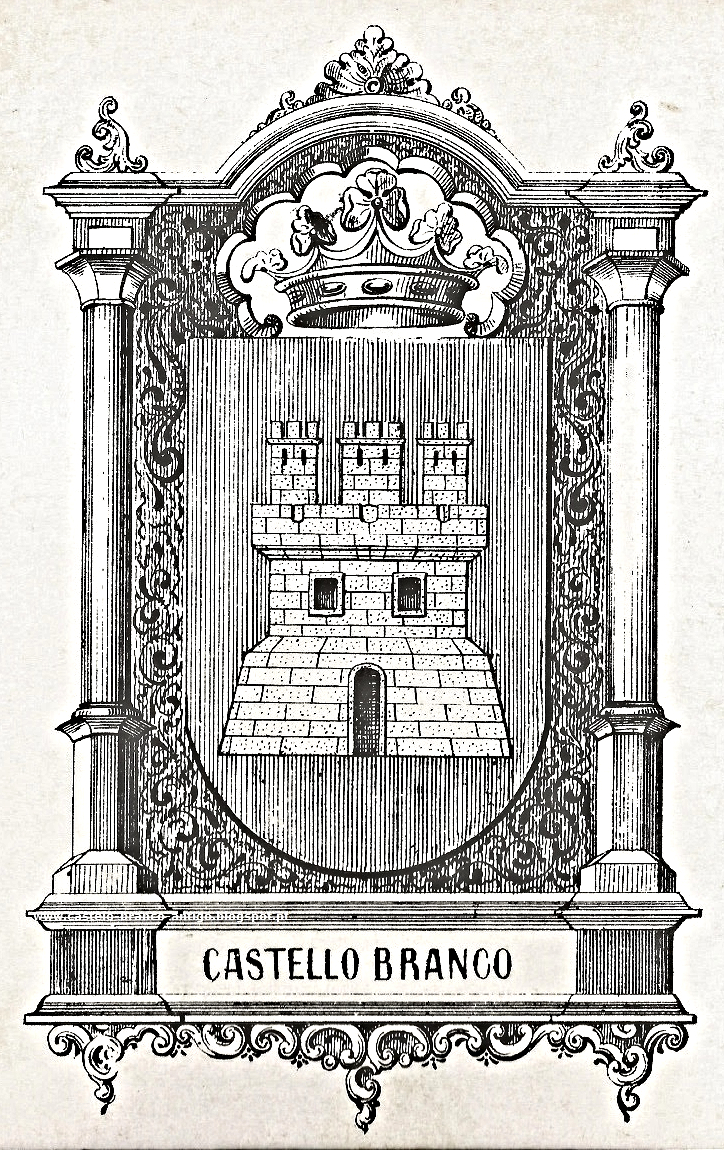
Antigo Brasão de Armas, 1860.

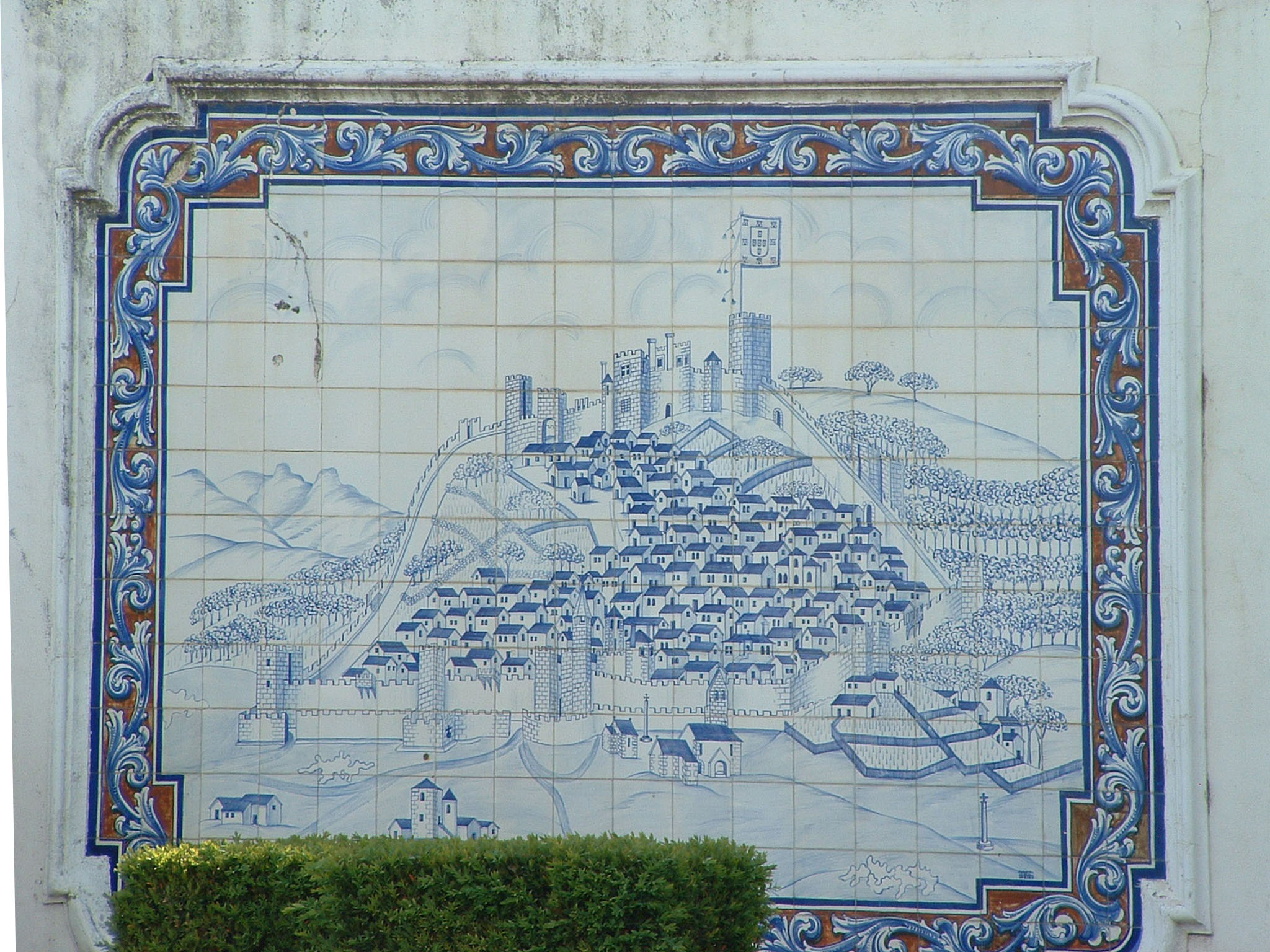
Painel presente no Jardim do Paço Episcopal. Representa a vila de Castelo Branco, numa perspetiva de Duarte d'Armas.

Castelo Branco terá tido a sua origem no local de um castro pré-romano. No início do séc XII existia uma povoação no cimo da Colina da Cardosa, em cuja encosta se desenvolveu o povoamento da vila.
A 22 de Setembro de 1931 foi feita Membro Honorário da Ordem Militar de Nosso Senhor Jesus Cristo.

## Geografia

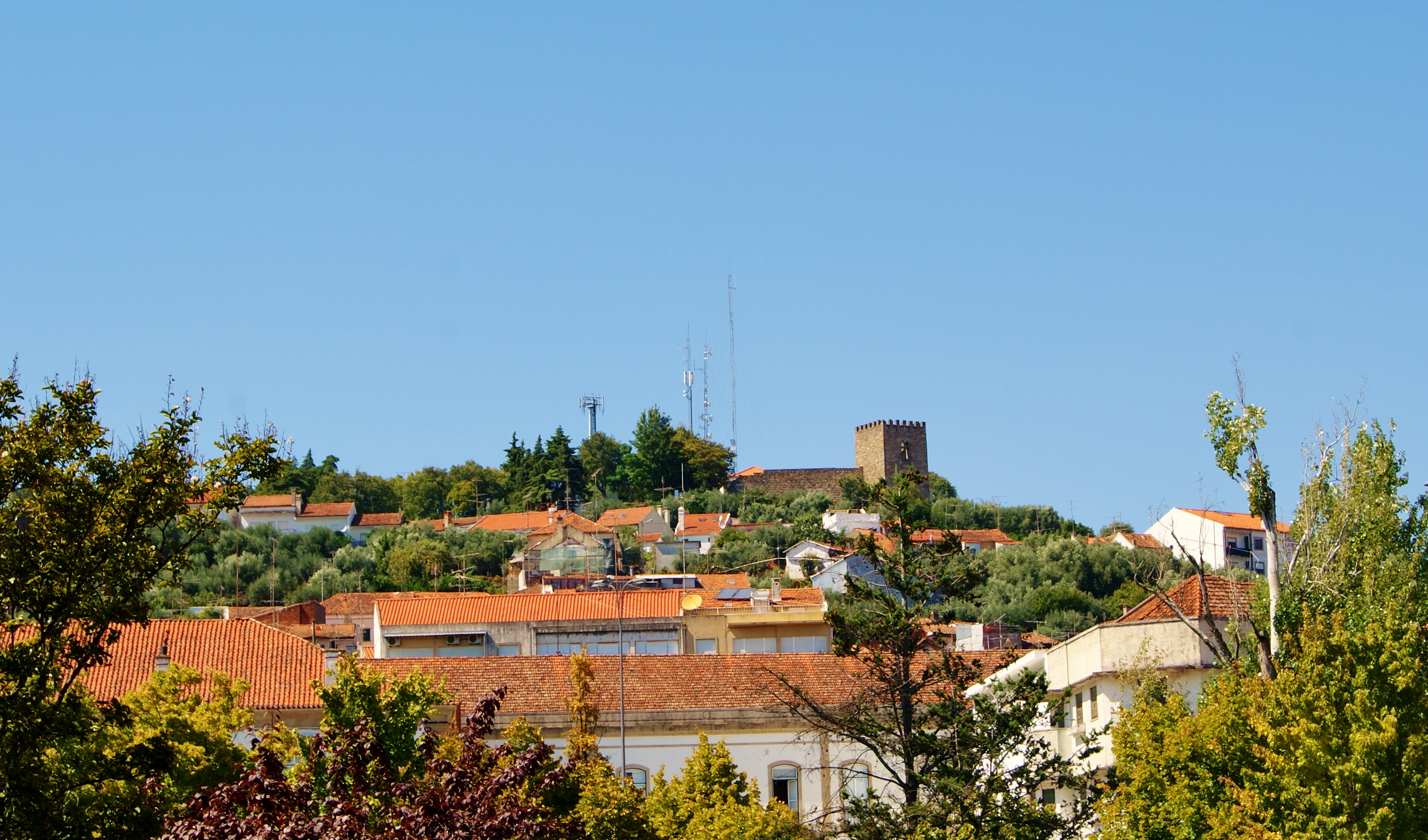
Castelo no topo do Monte da Cardosa

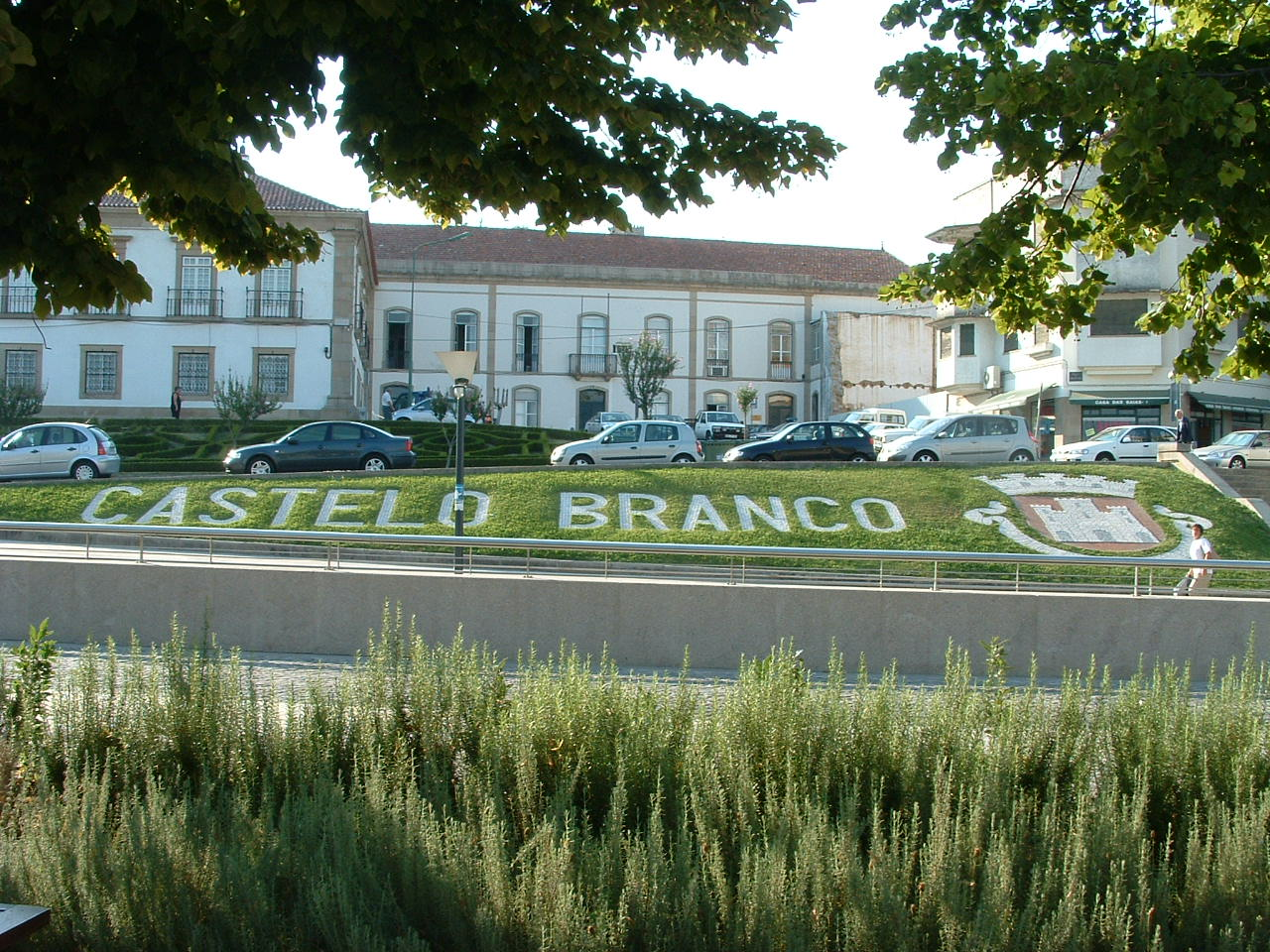
Nome e brasão da cidade

### Localização
A cidade de Castelo Branco localiza-se no interior de Portugal a aproximadamente 50 km da fronteira com Espanha e dista cerca de 100 km da cidade da Guarda e 80 km da cidade de Portalegre, as capitais de distrito mais próximas.

### Orografia e hidrografia

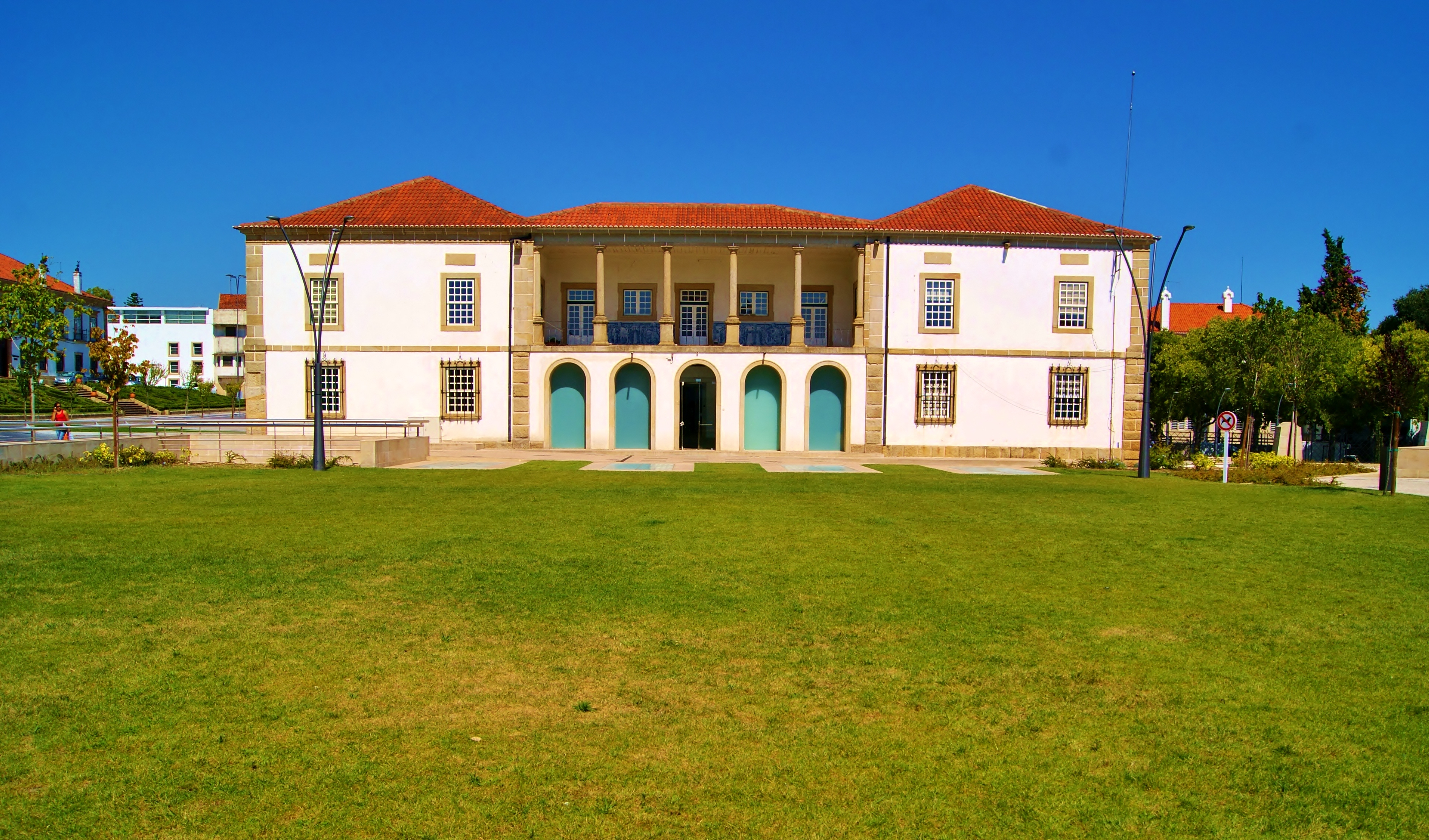
Traseiras do edifício da Câmara Municipal de Castelo Branco e Praça Centenário da República

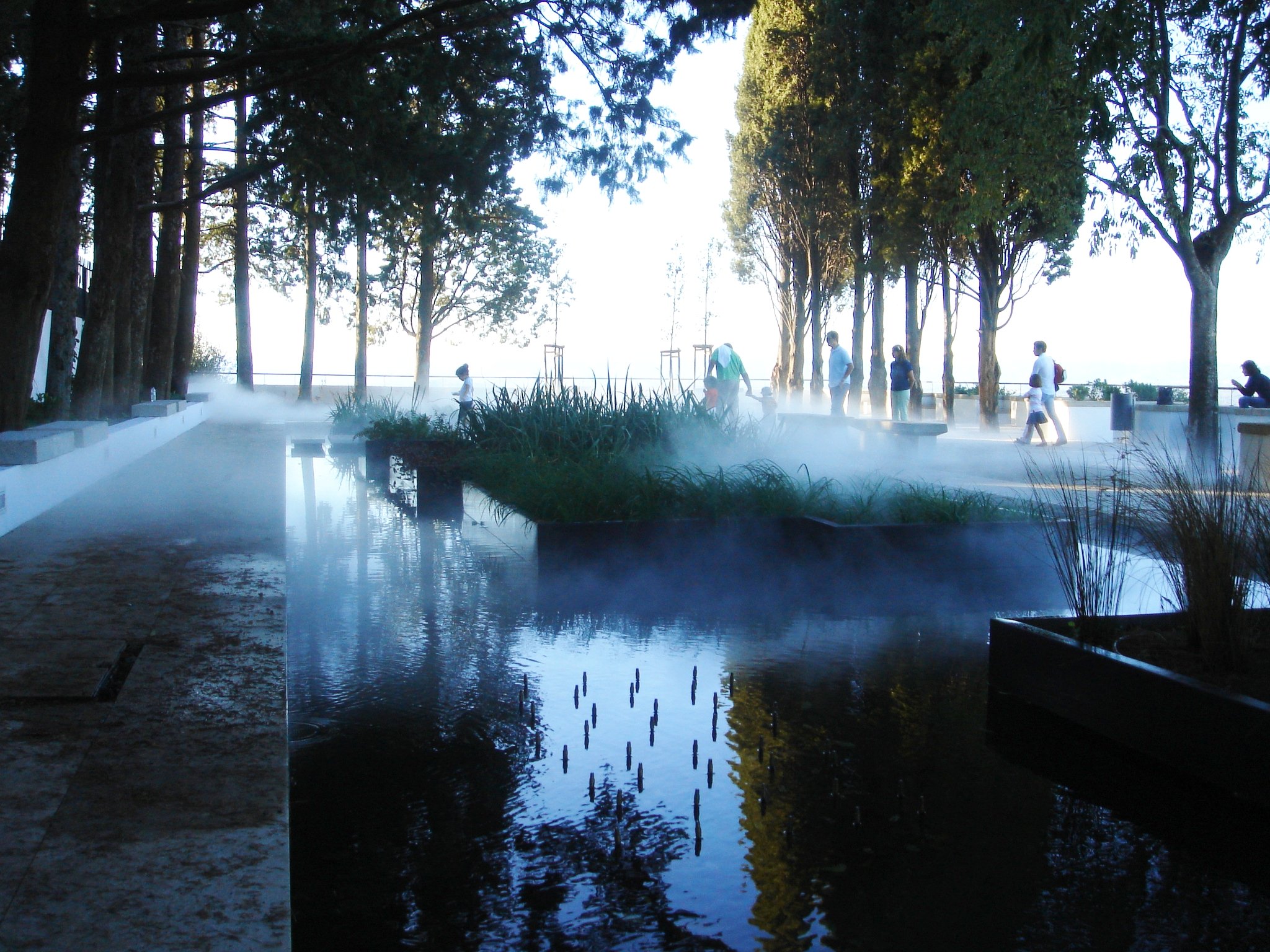
Miradouro de São Gens, na zona do castelo

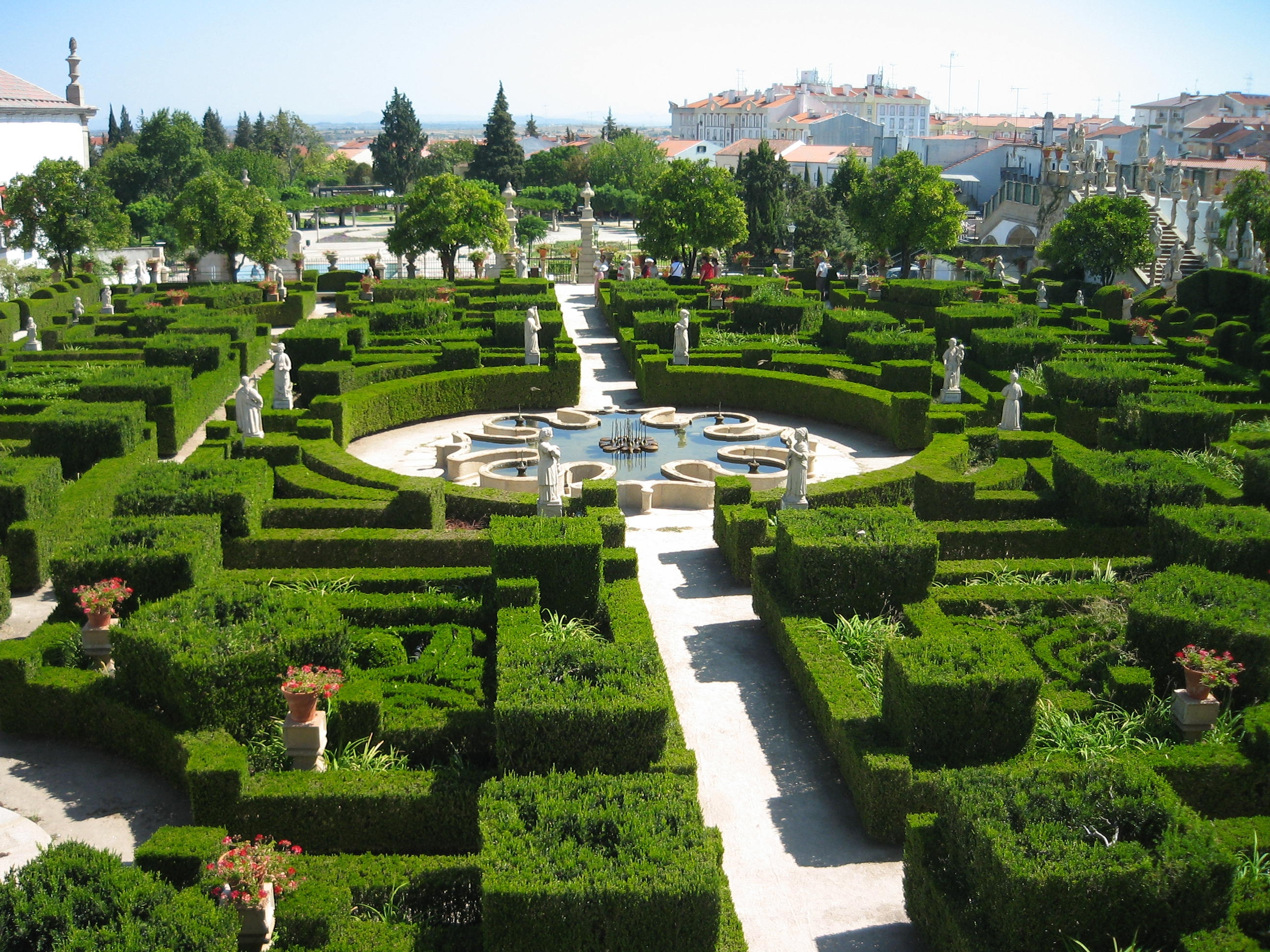
Jardim do Paço

A cidade foi edificada inicialmente no topo e na encosta adjacente do Monte da Cardosa, mas cresceu e, hoje em dia, ergue-se principalmente nas zonas planas adjacentes. Ainda assim, a cidade encontra-se 384 metros acima do nível do mar e o castelo, a 490 metros. No extremo oposto, ergue-se o Monte de São Martinho, uma formação quartzítica que constitui um importante centro arqueológico.
O solo é na sua maioria do tipo granítico, do qual é exemplo uma afloração rochosa conhecida por barrocal, a sul da cidade.
A nível hidrográfico há dois rios que passam bem perto da cidade, o Rio Ponsul a este e o Rio Ocreza a oeste, no que desagua, por sua vez, a Ribeira da Líria. A área ocupada pelo município de Castelo Branco é parte integrante da bacia hidrográfica do Rio Tejo, que corre a sul, formando uma fronteira natural com Espanha. Tanto o Rio Ponsul como o Rio Ocreza são afluentes do Rio Tejo e, como tal, desaguam no mesmo.

## Cultura

### Bordado de Castelo Branco

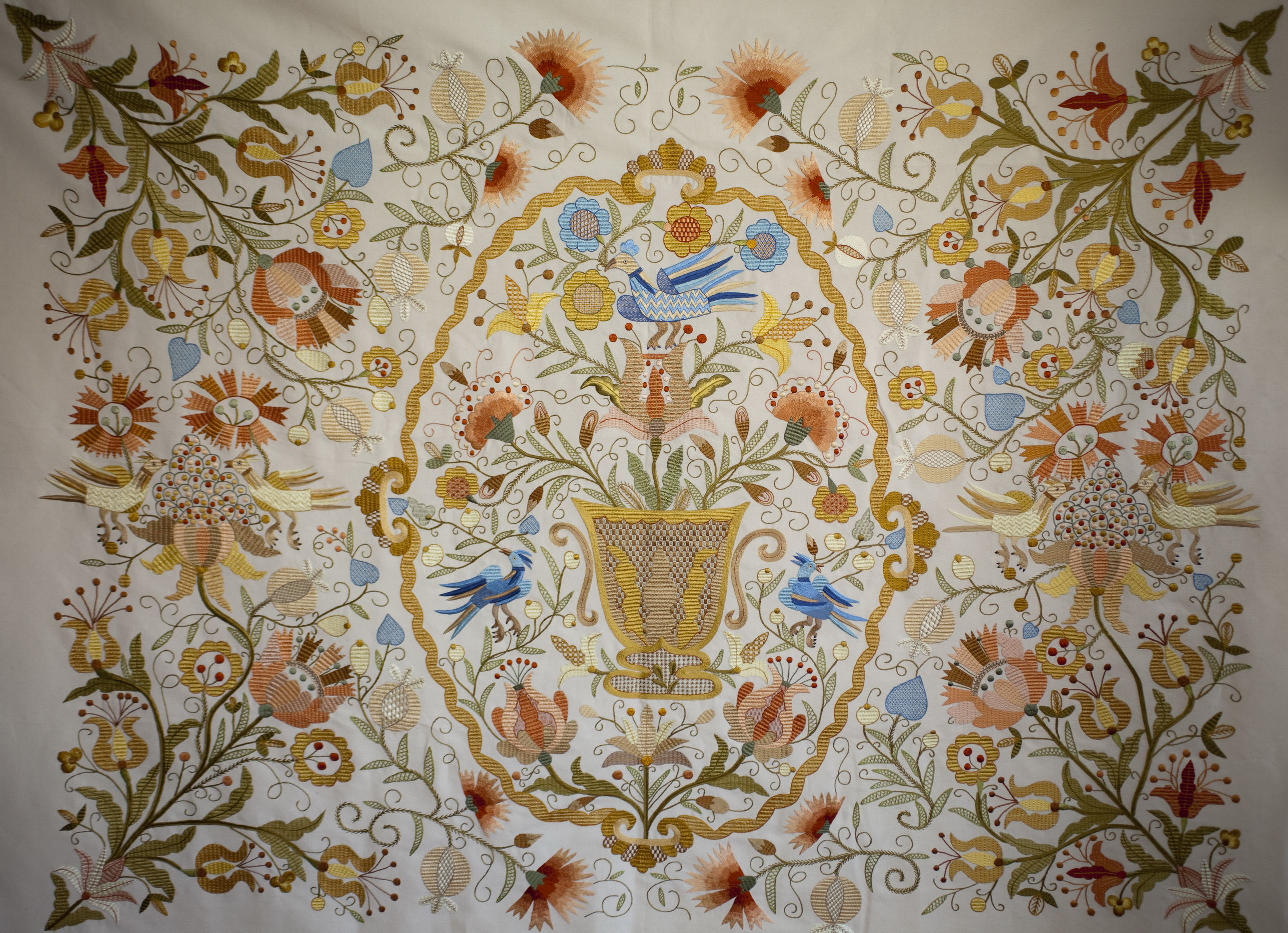
Peça de bordado de Castelo Branco

Um dos produtos típicos da região é o bordado de Castelo Branco — em colchas de linho bordadas com fio de seda natural, que se crê serem de inspiração oriental e que se tornaram conhecidas a partir de meados do século XVI. São notórias as suas cores vivas e também os elementos que retratam, normalmente relacionados com a Natureza, destacando-se o frequente uso de árvores e pássaros.
O bordado de Castelo Branco tem semelhanças com as colchas de Toledo e Guadalupe, na Espanha. Representaram, durante séculos, a dignidade do enxoval de qualquer noiva da região, quer fosse plebeia ou nobre.
Alguns dos elementos desses bordados são o lar e a árvore da vida. Os desposados são representados por pássaros juntos; os cravos e as rosas representam o homem e a mulher, respetivamente; os lírios, a Virtude; os corações, o Amor; as gavinhas, a Amizade, entre outros.

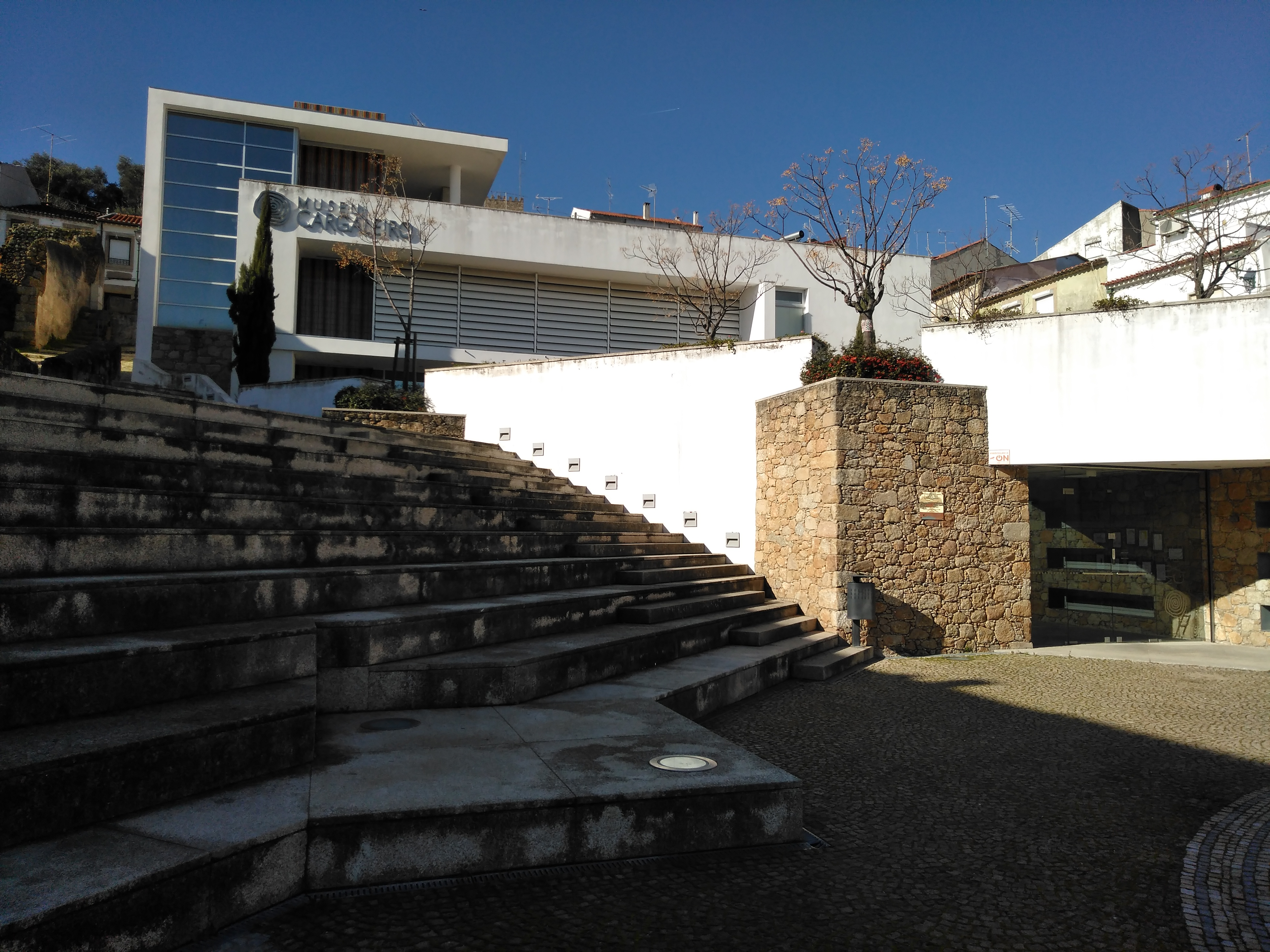
Museu Cargaleiro na zona histórica de Castelo Branco

### Museus
O Museu Francisco Tavares Proença Júnior é o mais conhecido da cidade de Castelo Branco. Fundado em 1910, é já um museu centenário, embora nem sempre tenha estado aberto nesse período de tempo. Ele guarda muitas peças identificativas da cidade e da região, como achados arqueológicos, tapeçarias do século XVI e arte primitiva portuguesa.
O Solar dos Cavaleiros, edifício de meados do século XVIII, em pleno centro histórico, serve de instalação a uma parte do Museu Cargaleiro, onde é possível apreciar um notável conjunto de obras que integra o acervo da Fundação Manuel Cargaleiro: pintura, cerâmica, escultura, azulejaria, tapeçaria. O Museu foi inaugurado a 25 de Abril de 2004.
A Casa da Memória da Presença Judaica é um museu destinado a homenagear a memória do povo judaico, nomeadamente os judeus albicastrenses que, enquanto lhes foi permitido viver em Portugal, viviam na Judiaria — na rua Nova — e os cristãos-novos (designação pela qual ficaram conhecidos os judeus que continuaram a residir em Portugal após a conversão forçada) que, sob o olhar ameaçador da Inquisição, viviam um pouco por toda a vila.
O Centro de Cultura Contemporânea de Castelo Branco (CCCCB) é um museu dedicado à divulgação da cultura contemporânea, que pretende estimular a criação artística, trabalhar a criação e formação de novos públicos. Tem inclusive um auditório com capacidade para 275 pessoas e que está dotado com um sistema acústico da autoria de Higini Arau.
Por fim, há o Museu de Arte Sacra "Domingos dos Santos Pio", a funcionar no Convento da Graça desde 11 de Novembro de 1984, que alberga artefactos de cariz religioso.

### Teatro
Existem na cidade alguns grupos de teatro amador que realizam as suas peças em diversos espaços na cidade e por todo o município: 
- Teatro Váatão
- Teatro Tramédia
- Terceira Pessoa

### Música
- Super Castelo Branco é uma colectânea sonora que junta o melhor da música moderna da cidade de Castelo Branco. Tem até ao momento, dois volumes, o primeiro editado em 2005, e o segundo volume editado em 2023.

- Castelo Branco, cidade da música Rock, viu nascer uma editora independente que se tem encarregado de editar e distribuir o que de melhor se produz na cidade. Logo a partir do ano 2000, a Skud & Smarty tornou-se numa referência local e nacional.

### Bandas filarmónicas do município de Castelo Branco
Existem ao todo cinco bandas filarmónicas em atividade espalhadas por algumas freguesias do município. São elas:
- Associação Filarmónica Retaxense (Retaxo)
- Banda Filarmónica Cidade de Castelo Branco - integrada na Associação Cultural e Recreativa “As Palmeiras"
- Sociedade Filarmónica de Louriçal do Campo (Louriçal do Campo)
- Sociedade Filarmónica de Tinalhas (Tinalhas)
- Sociedade Filarmónica Vicentina (São Vicente da Beira)

### Teatro
Existem na cidade alguns grupos de teatro amador que realizam as suas peças em diversos espaços na cidade e por todo o município: 
- Teatro Váatão
- Teatro Tramédia
- Terceira Pessoa

### Eventos
- A 6 de Janeiro e a 30 de Agosto - a Feira Franca
- A 4 de Outubro e 18 de Dezembro - a Feira do Gado Suíno

O feriado municipal, que se comemora no terceiro dia da Romaria da Nossa Senhora de Mércoles, tem sempre lugar na terceira terça-feira após a Páscoa.

## População
| Número de habitantes | Número de habitantes | Número de habitantes | Número de habitantes | Número de habitantes | Número de habitantes | Número de habitantes | Número de habitantes | Número de habitantes | Número de habitantes | Número de habitantes | Número de habitantes | Número de habitantes | Número de habitantes | Número de habitantes | Número de habitantes |
| -------------------- | -------------------- | -------------------- | -------------------- | -------------------- | -------------------- | -------------------- | -------------------- | -------------------- | -------------------- | -------------------- | -------------------- | -------------------- | -------------------- | -------------------- | -------------------- |
| 1864                 | 1878                 | 1890                 | 1900                 | 1911                 | 1920                 | 1930                 | 1940                 | 1950                 | 1960                 | 1970                 | 1981                 | 1991                 | 2001                 | 2011                 | 2021                 |
| 29 668               | 31 806               | 35 068               | 38 302               | 42 547               | 44 300               | 50 434               | 58 700               | 63 305               | 63 091               | 55 195               | 54 908               | 54 310               | 55 708               | 56 109               | 52 272               |

De acordo com os dados do INE o distrito de Castelo Branco registou em 2021 um decréscimo populacional na ordem dos 9.3% relativamente aos resultados do censo de 2011. No concelho de Castelo Branco esse decréscimo rondou os 6.8%. 
| Número de habitantes por Grupo Etário | Número de habitantes por Grupo Etário | Número de habitantes por Grupo Etário | Número de habitantes por Grupo Etário | Número de habitantes por Grupo Etário | Número de habitantes por Grupo Etário | Número de habitantes por Grupo Etário | Número de habitantes por Grupo Etário | Número de habitantes por Grupo Etário | Número de habitantes por Grupo Etário | Número de habitantes por Grupo Etário | Número de habitantes por Grupo Etário | Número de habitantes por Grupo Etário | Número de habitantes por Grupo Etário |
| ------------------------------------- | ------------------------------------- | ------------------------------------- | ------------------------------------- | ------------------------------------- | ------------------------------------- | ------------------------------------- | ------------------------------------- | ------------------------------------- | ------------------------------------- | ------------------------------------- | ------------------------------------- | ------------------------------------- | ------------------------------------- |
|                                       | 1900                                  | 1911                                  | 1920                                  | 1930                                  | 1940                                  | 1950                                  | 1960                                  | 1970                                  | 1981                                  | 1991                                  | 2001                                  | 2011                                  | 2021                                  |
| 0-14 Anos                             | 13 404                                | 14 339                                | 14 494                                | 16 432                                | 18 509                                | 18 269                                | 16 468                                | 12 340                                | 10 920                                | 8 941                                 | 7 369                                 | 7 107                                 | 5 959                                 |
| 15-24 Anos                            | 6 796                                 | 8 147                                 | 8 197                                 | 10 351                                | 10 471                                | 12 439                                | 10 930                                | 8 700                                 | 8 430                                 | 7 617                                 | 7 066                                 | 5 424                                 | 4 850                                 |
| 25-64 Anos                            | 15 512                                | 17 000                                | 18 570                                | 20 735                                | 24 046                                | 27 302                                | 29 675                                | 26 110                                | 26 418                                | 27 241                                | 28 893                                | 30 222                                | 26 589                                |
| = ou > 65 Anos                        | 1 928                                 | 2 267                                 | 2 556                                 | 3 205                                 | 3 787                                 | 4 486                                 | 6 018                                 | 7 285                                 | 9 140                                 | 10 511                                | 12 380                                | 13 356                                | 14 874                                |

(Obs: De 1900 a 1950 os dados dos grupos etários referem-se à população "de facto", ou seja, aos habitantes que estavam presentes no município à data em que os censos se realizaram, mesmo que ali não tivessem residência oficial. Daí que se registem algumas diferenças relativamente à designada população residente)	

A população do município de Castelo Branco tem vindo a envelhecer ao longo das últimas décadas. Segundo o INE, cerca de 18% da população, o que corresponde a cerca de 6937 pessoas, tem 65 anos ou mais. Em contrapartida, apenas 15% da população se situa na faixa etária dos 0 aos 14 anos de idade. A corroborar este facto, o índice de envelhecimento localiza-se nos 168% o que, apesar de ser um dos valores mais baixos da Beira Interior, é elevado quando comparado com a média nacional (102%).
Por outro lado, e não menos preocupante, é o facto da taxa de mortalidade superar a taxa de natalidade. Enquanto a primeira se situa nos 10,3 (óbitos por cada 1000 habitantes no espaço de um ano), a segunda atinge apenas os 8,8, o que se traduz num saldo populacional negativo.
A incapacidade de reter capital humano qualificado no município tem contribuido para uma descida do PIB per capita. Um dos exemplos verifica-se na dificuldade em preencher as vagas para especialidades médicas no Hospital Amato Lusitano, assim como em outros hospitais do interior centro. Jovens qualificados que se dirigem para o Ensino Superior fora do distrito apresentam uma taxa de retorno relativamente baixa, acabando por se fixar nos grandes centros urbanos. A emigração para o estrangeiro contribui também para a incapacidade de aumentar a população activa local, atingindo várias franjas, quer geracionais quer de qualificação. Esta saída de pessoas é compensada parcialmente pelo ingresso de estudantes no IPCB e pelo esvaziamento do interior raiano, havendo uma integração significativa desses movimentos na economia local. Castelo Branco tem desenvolvido uma política activa de emprego, através da criação de condições para a instalação de centros de atendimento telefónico ("call centers"), que asseguram perto de 1000 empregos (PT/Altice, Seguranca Social, Vodafone), apesar da precariedade associada. Entre os maiores empregadores estão o sector Estado (autarquia, ensino, gabinetes), Serviços Sociais (Santa Casa da Misericordia, APPACDM) e algumas indústrias (ex-Danone, Blitzer, Delphi, Centauro). No sector privado, a distribuição e o sector serviços representam uma expressiva fatia da oferta laboral.
Apesar de todos esses valores, a população do município de Castelo Branco tem-se mantido aproximadamente constante nas últimas décadas.

## Património

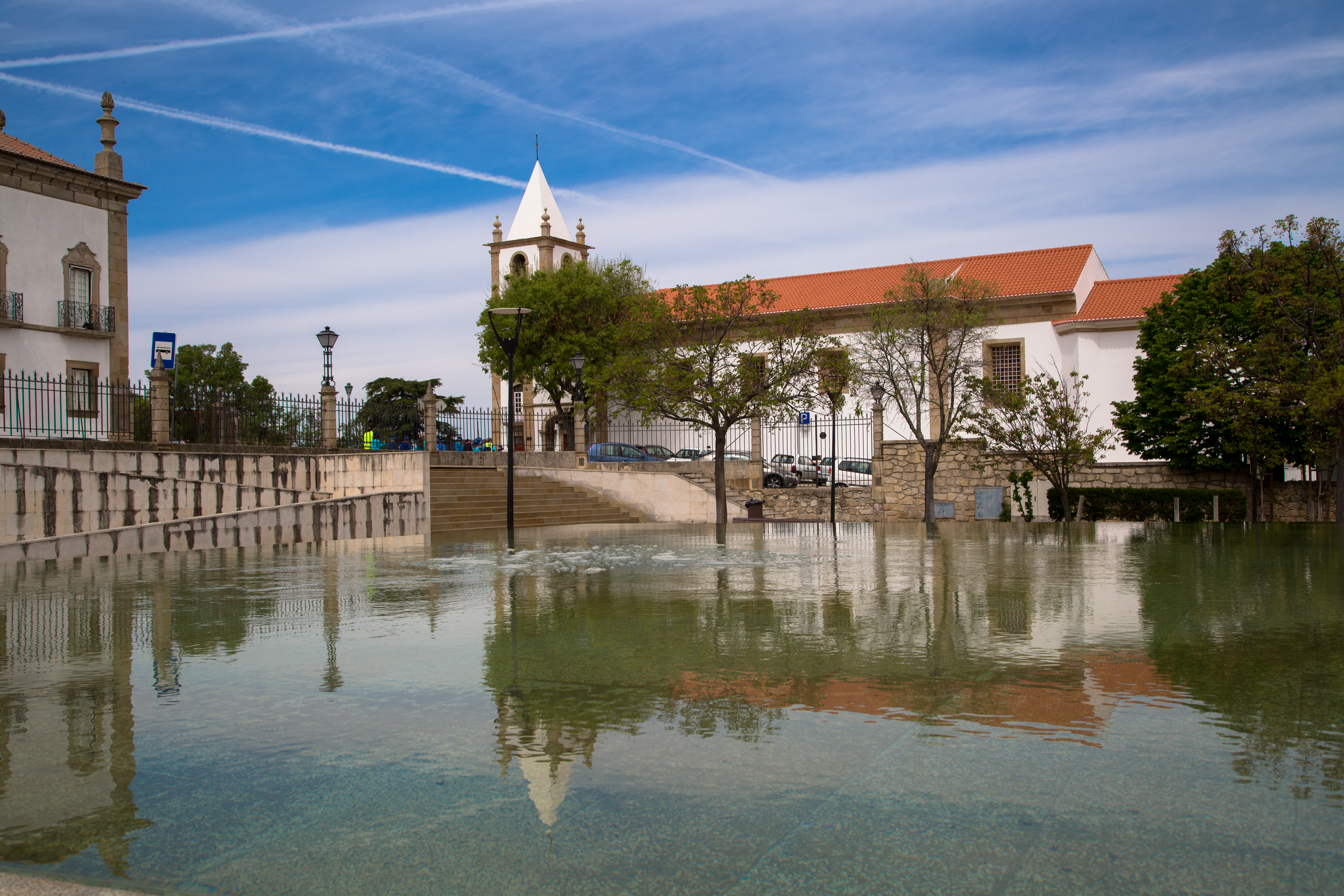
Convento da Graça visto do parque da cidade.

### Estação Arquelógica do Monte de São Martinho
Aglomerado proto-urbano. Povoado da Idade do Bronze com anterior ocupação do sítio no Neolítico e posterior ocupação romana. Povoado fortificado. Permanência longa da ocupação do povoado. Identificação de numeroso espólio arqueológico.

### Convento e Igreja da Graça
O Convento de Nossa Senhora das Graças, também conhecido por Convento da Graça, é um convento situado junto à saída norte da cidade de Castelo Branco. Até 1834, foi pertença da Ordem dos Ermitas de Santo Agostinho e atualmente é a sede da Santa Casa da Misericórdia de Castelo Branco.
A Igreja de Nossa Senhora das Graças, vulgarmente conhecida por Igreja da Graça, é uma parte integrante do Convento da Graça de Castelo Branco.

### Castelo

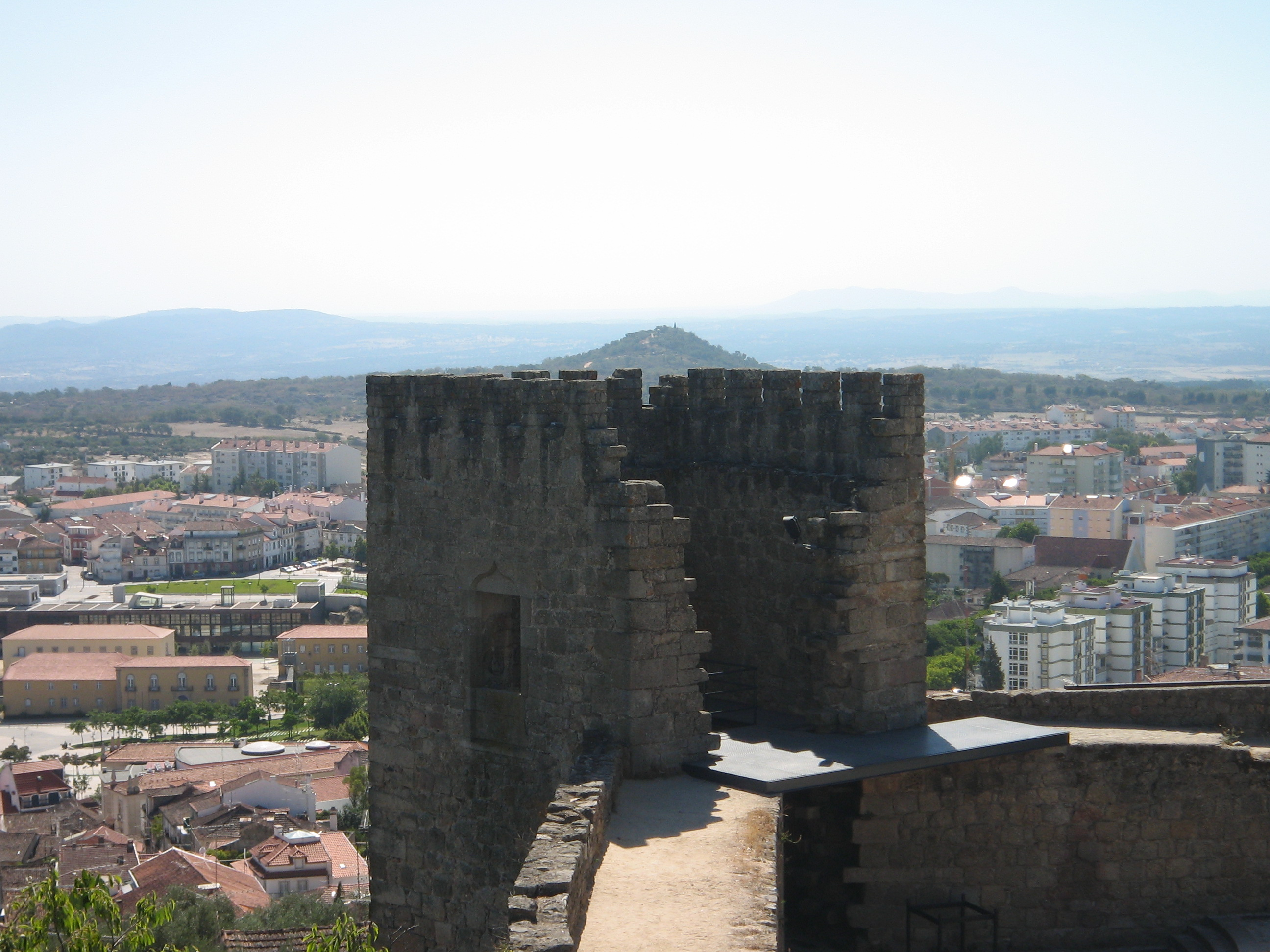
Torre do castelo e vista parcial da cidade.

O Castelo da cidade foi construído na Idade Média, entre 1214 e 1230. É um obra dos templários, pelo que é também conhecido com Castelo dos Templários. Posteriormente (uns 150 anos mais tarde), no reinado de D. Afonso IV, foi construída a cerca da vila, uma muralha e um conjunto de torres que rodeava a vila que, entretanto, crescera na encosta do monte da Cardosa. Em 1648, devido à Guerra da Restauração, sofreu bastantes danos causados pela ofensiva espanhola. Mais tarde, na Guerra Peninsular, voltou a ser assolado pelas tropas francesas lideradas por Jean-Andoche Junot. Na zona do Castelo existe ainda a Igreja de Santa Maria do Castelo, que foi classificada recentemente como Imóvel de Interesse Público e que contém diversos túmulos, entre eles o de João Roíz de Castelo Branco.

### Paço Episcopal, atual Museu Francisco Tavares Proença Júnior

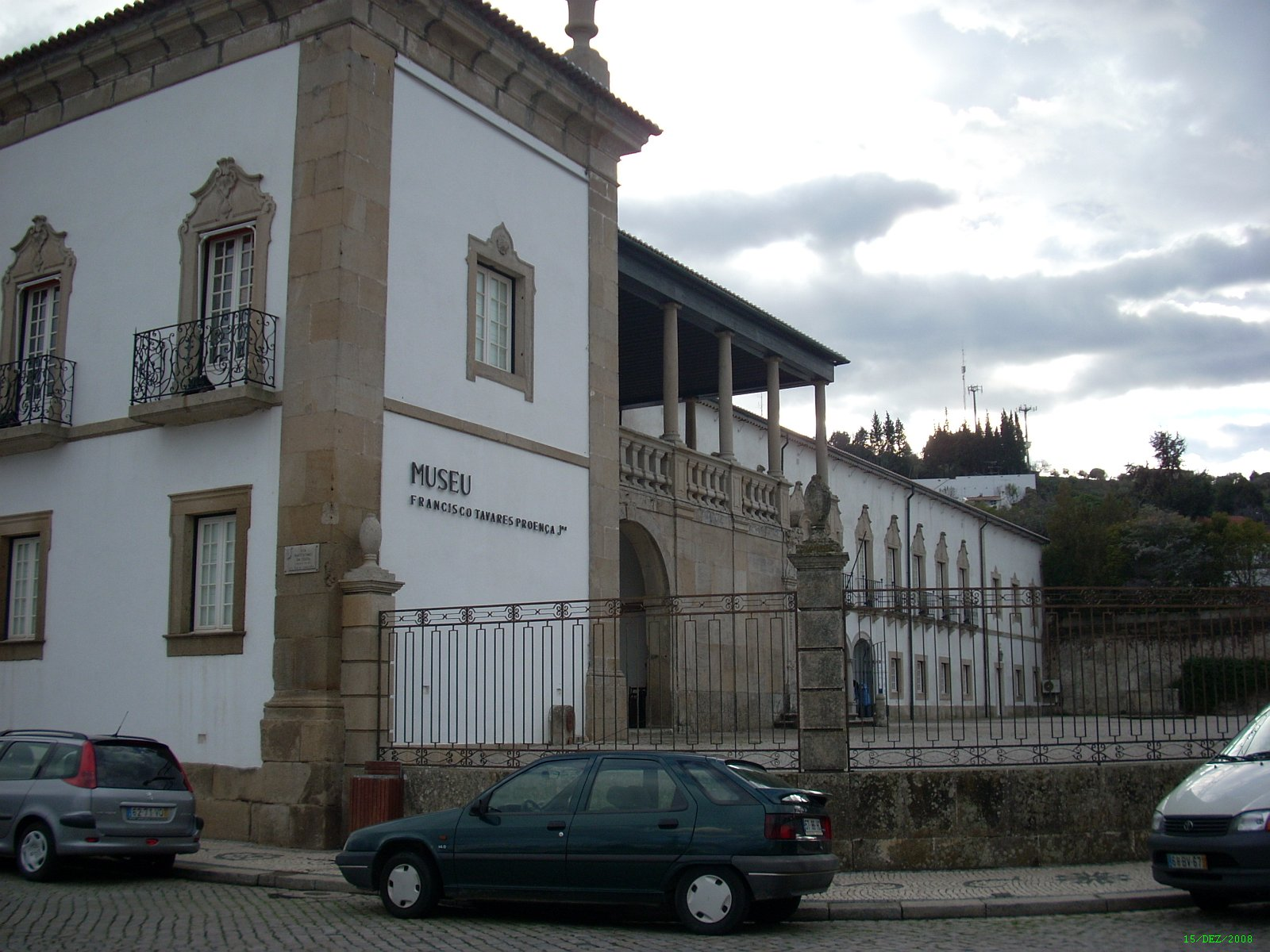
Museu Francisco Tavares Proença Júnior

### Jardim do Paço Episcopal

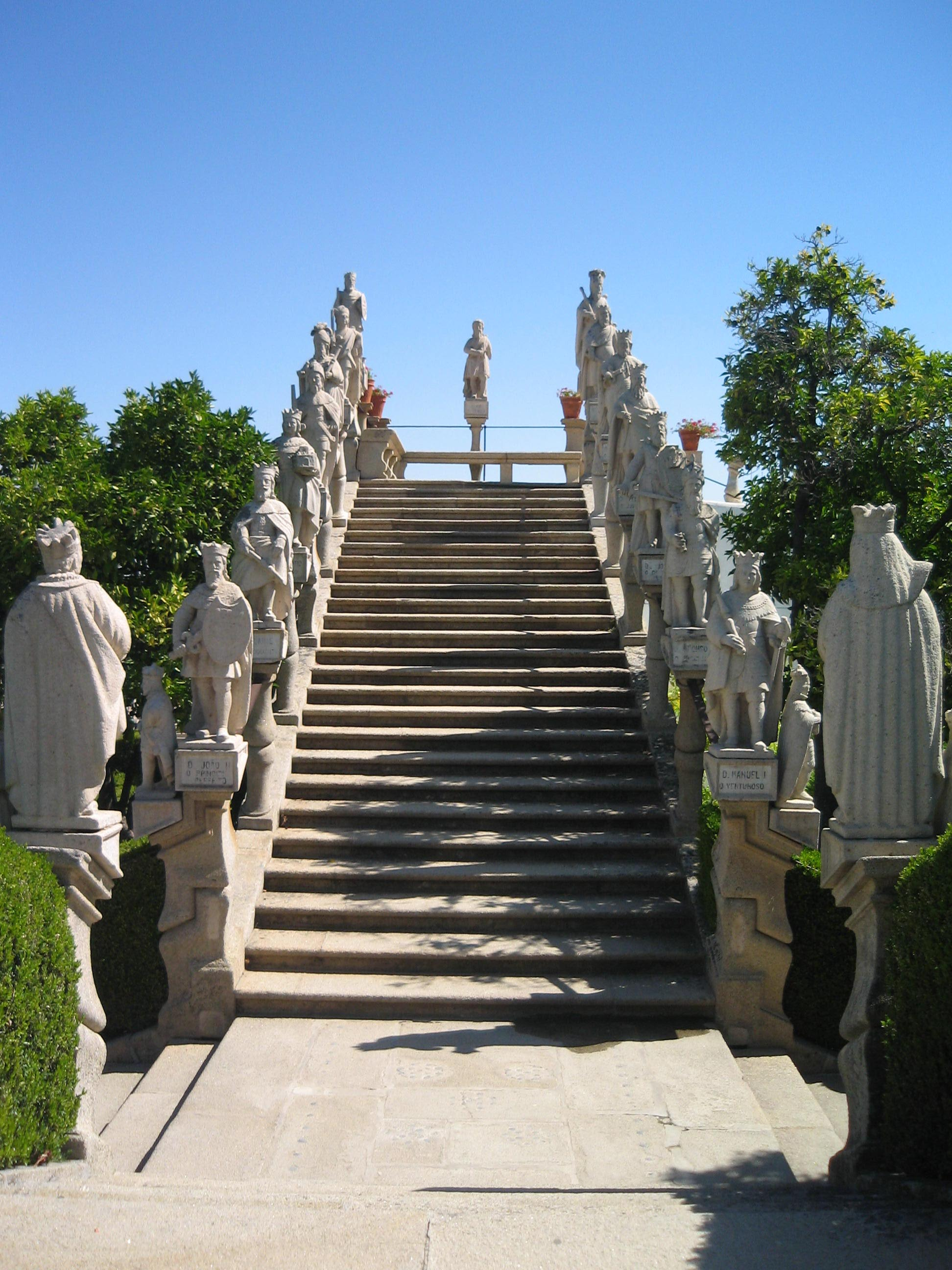
Escadaria dos Reis

### Azulejos do Jardim do Paço Episcopal
Os muros delimitadores do Jardim do Paço apresentam painéis de azulejo figurativo, monocromo, azul sobre fundo branco, representando várias vistas de Castelo Branco, da Antiga Quinta e Bosque, a Capela de São João e respetivo Cruzeiro; aparecem, ainda, painéis de azulejo retilíneos, com os ângulos curvos, emoldurados a cantaria e a faixa cerâmica, a representar os desenhos de Castelo Branco, efetuados por Duarte de Armas, no século XVI, bem como a representação do Bispo D. João de Mendonça.

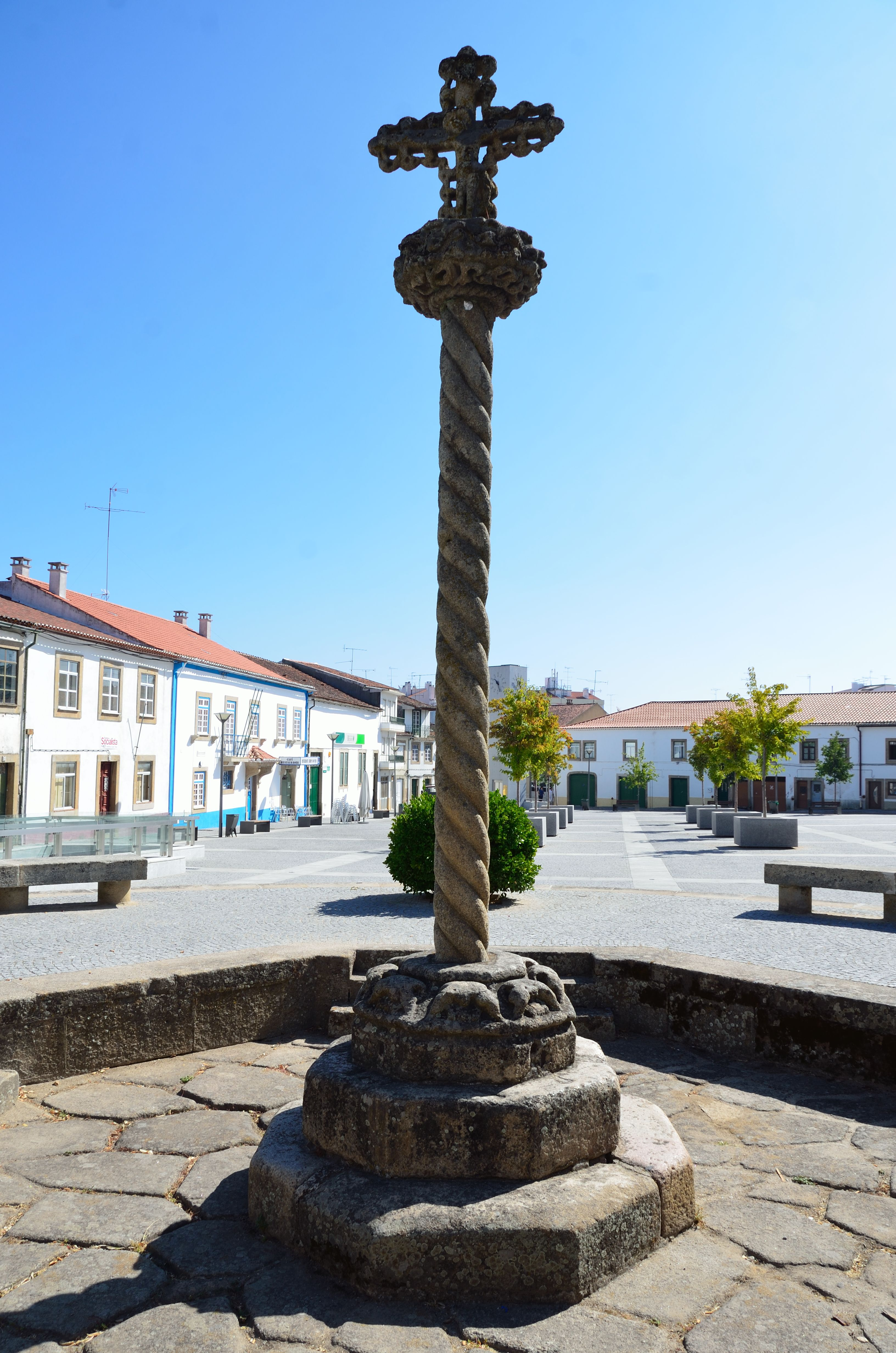
Cruzeiro de São João

### Cruzeiro de São João

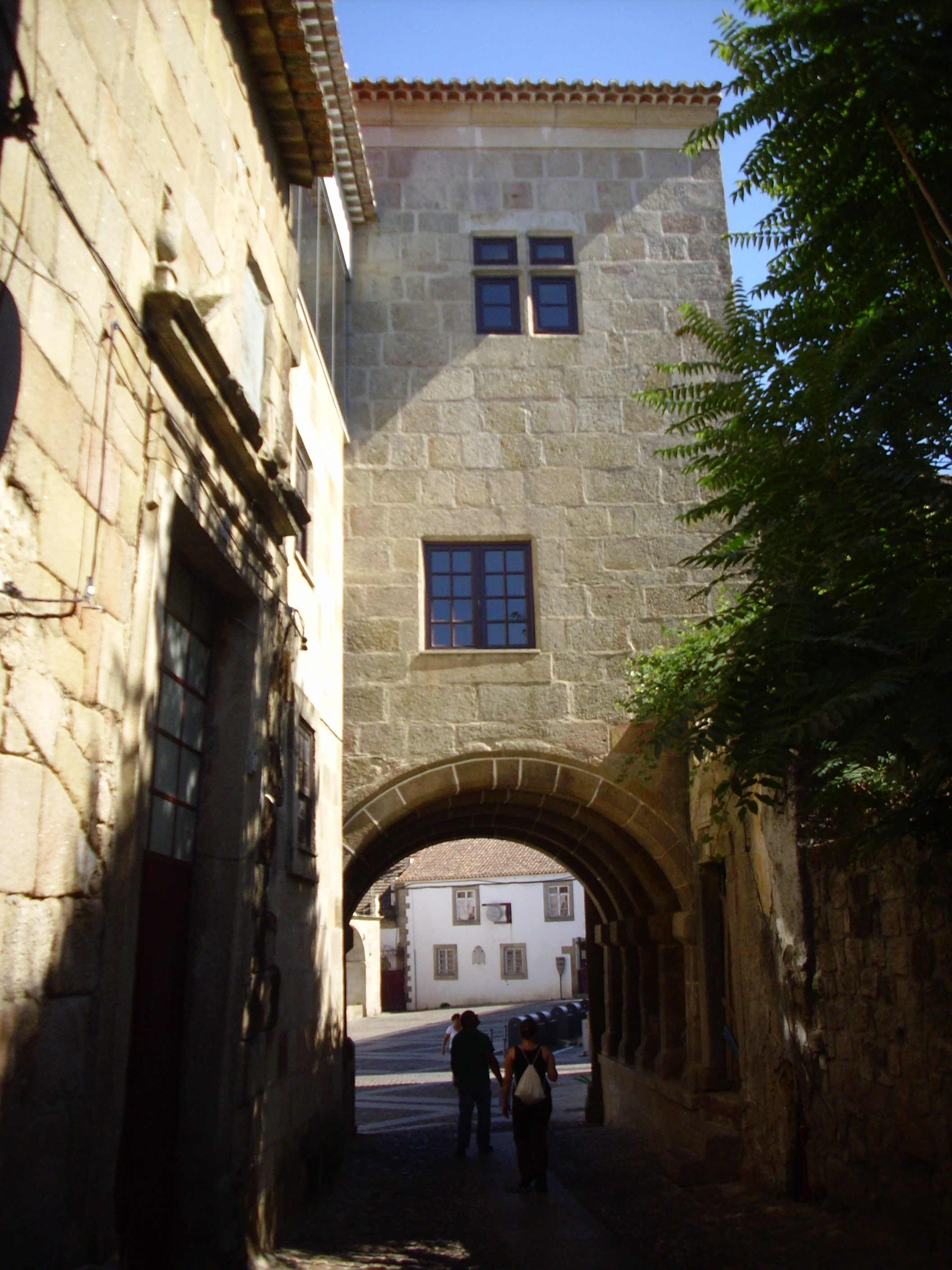
Arco do Bispo

Foi edificado no século XVI, juntamente com uma capela demolida no início do século XX e da qual não restam vestígios. É um cruzeiro manuelino, granítico com um Cristo Crucificado. Localiza-se no Largo de São João e é classificado como Monumento Nacional.

### Domus Municipalis
Localizado na Praça Luís de Camões, este edifício data do século XVI tendo sido alvo de diversas reconstruções posteriores. Começou por acolher a Câmara Municipal, mas já funcionou como tribunal, cadeia e, mais recentemente, como biblioteca municipal.

### Portados quinhentistas
Castelo Branco é a cidade com maior número de portados quinhentistas em Portugal. São um legado do século XVI e constituem uma das mais genuínas expressões do património arquitetónico desse século. Em 1979, o Cónego Anacleto Pires Martins identificou 324 portados com características quinhentistas na zona histórica da cidade, dos quais 30 têm traços manuelinos.

### Casa do Arco do Bispo
Os desenhos de Duarte de Armas revelam um facto curioso: ainda no século XIII, muito antes da construção da cerca da vila, a residência do bispo, que se encontrava fora do castelo, foi fortificada, formando uma pequena cidadela que se pode designar por cidadela do bispo (identifica-se nos desenhos de Duarte de Armas por ter muralhas mais altas que a cerca da vila). Situada em plena zona histórica, a Casa do Bispo ou do Arco do Bispo é a casa mais antiga de Castelo Branco. Construída em cima de um arco, é conhecido como arco do bispo, erradamente confundido com uma das portas da cerca da vila e que, atualmente, separa o largo Luís de Camões da Rua Arco do Bispo. Foi, em tempos, a entrada para um recinto amuralhado.

### Cerca da Vila
Desenvolvendo-se Castelo Branco na encosta do monte da Cardosa, cerca de 150 anos após a construção do castelo, sob o reinado de D. Afonso IV, a Ordem de Cristo iniciou a construção da cerca da vila, uma muralha com onze torres e rasgada por quatro portas. No século XV, sob o reinado de João I de Portugal, foi erguida a barbacã.

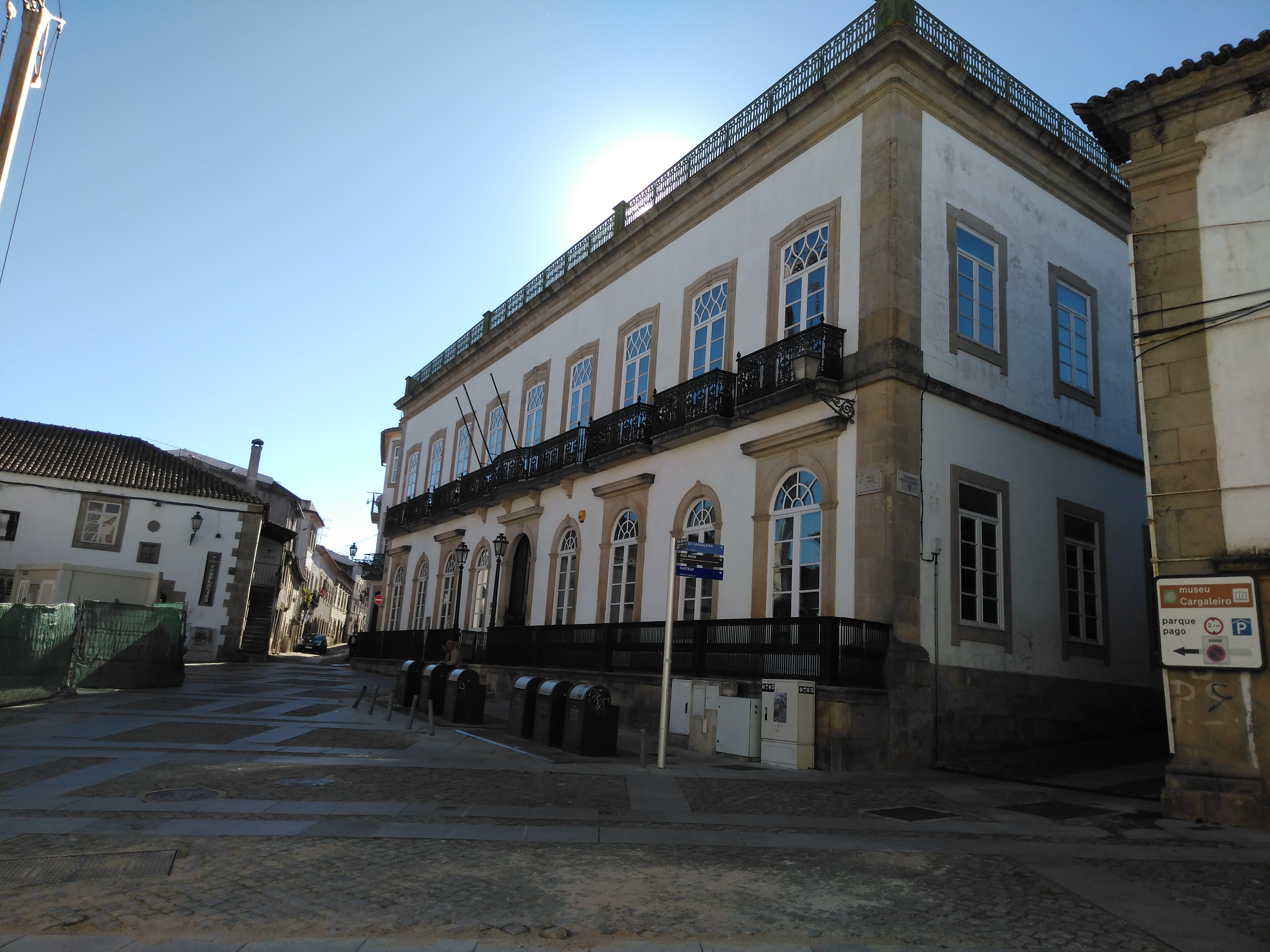
Solar dos Mota, na Praça Luís de Camões

### Outro património construído
Muitas outras edificações centenárias são parte integrante do vasto património histórico da cidade. De todos eles, destacam-se ainda os seguintes: 
- Palácio dos Viscondes de Portalegre e Viscondes de Castelo Branco - Foi construído em 1743, apresentando uma arquitetura renascentista. Acolheu o Governo Civil do Distrito de Castelo Branco.
- Solar dos Viscondes de Oleiros - Onde funciona atualmente a Câmara Municipal.

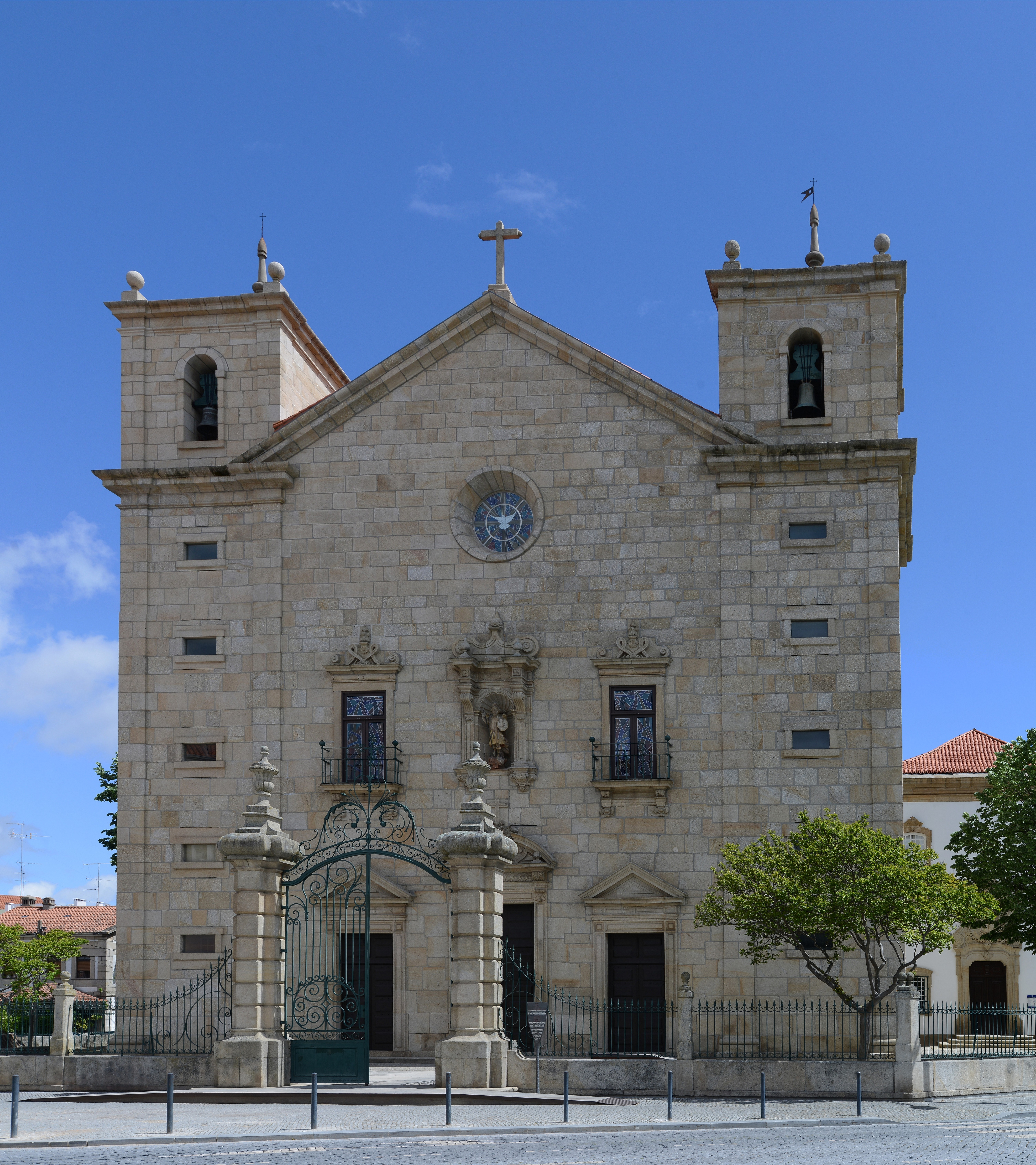
Igreja de São Miguel, Sé Catedral de Castelo Branco

- Solar dos Cunha ou Solar dos Mota
- Celeiro da Ordem de Cristo
- Solar dos Cavaleiros
- Torre do Relógio
- Solar dos Cardosos Albicastrenses
- Solar de Pedro Cardoso Frazão

#### Igrejas, conventos e capelas
- Igreja de São Miguel / Sé Concatedral
- Igreja de Nossa Senhora de Fátima (Missionários Redentoristas)
- Igreja de Nossa Senhora do Valongo
- Igreja de São José Operário (Bairro do Cansado)
- Igreja de Santiago
- Igreja da Graça
- Igreja de Santa Maria do Castelo
- Convento de Santo António
- Convento da Graça
- Ermida da Nossa Senhora de Mércoles
- Capela de Nossa Senhora da Piedade
- Capela de Santa Ana
- Capela de São Martinho
- Capela de São Marcos
- Capela do Espírito Santo

## Instituições
- Amato Lusitano - Associação de Desenvolvimento
- Associação de Apoio à Criança do Distrito de Castelo Branco
- Associação Portuguesa de Pais e Amigos do Cidadão Deficiente Mental de Castelo Branco
- Casa da Infância e Juventude de Castelo Branco
- Casa de Acolhimento Residencial de Jovens de Castelo Branco
- Caritas Interparoquial de Castelo Branco
- Santa Casa da Misericórdia de Castelo Branco

## Turismo
Os estabelecimentos de alojamento e a restauração não têm apenas turistas como clientes. As sociedades desses ramos mais diretamente ligados ao turismo sediadas no município representavam pouco mais de 2% do volume de negócios do mesmo.
| Número de Estabelecimentos | 2   | 12  | 2  | 1   | 1  | 1  |  | 19   |
| Número de Quartos          | 167 | 236 | 20 | -   | 18 | 37 |  | 478  |
| Capacidade de Alojamento   | 271 | 397 | 36 | 250 | 70 | 78 |  | 1102 |

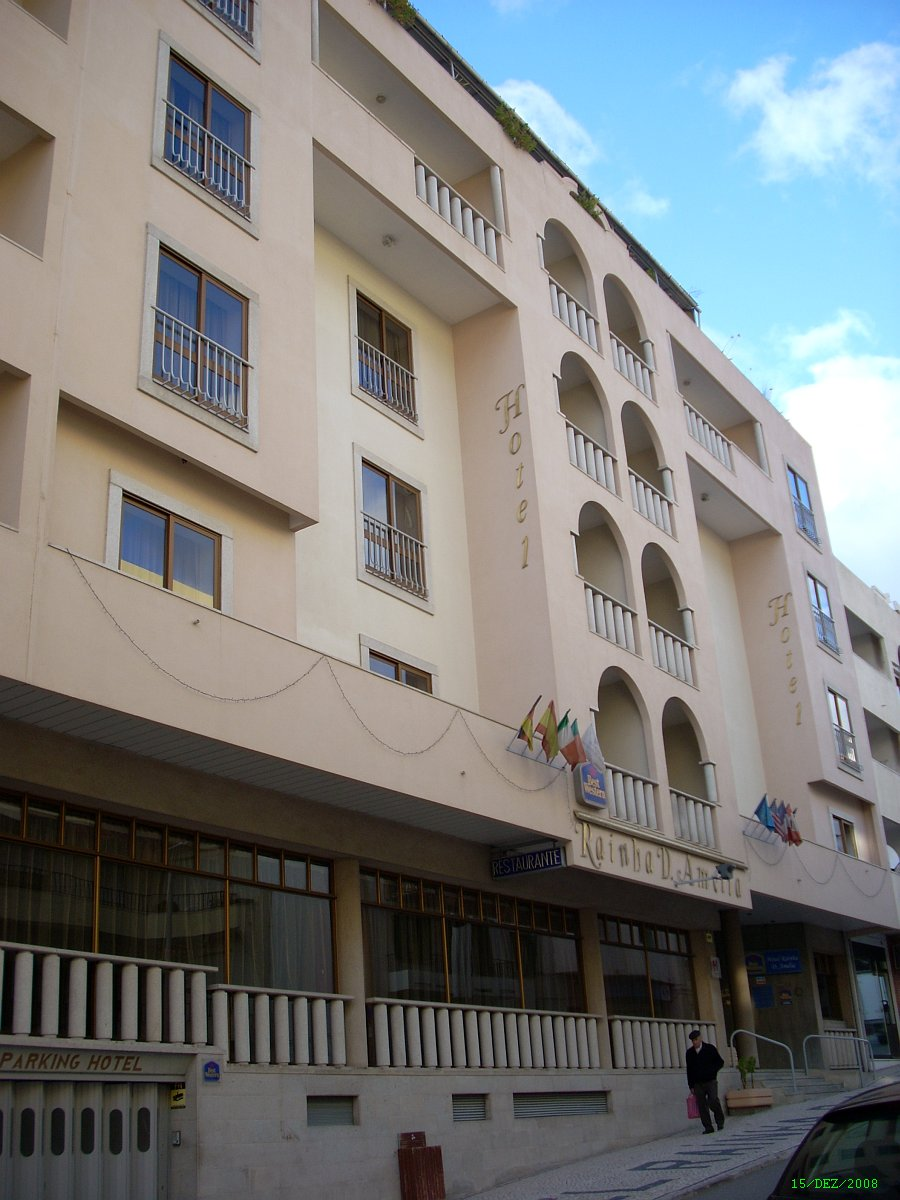
Hotel Rainha Dona Amélia (***).

Alguns dos locais a visitar são o Jardim do Paço Episcopal (1725), o Parque da Cidade, o castelo dos Templários e o Museu Francisco Tavares Proença Júnior, sediado no antigo Paço Episcopal rico em peças arqueológicas, tapeçarias, numismática e pintura quinhentista portuguesa. Note-se também o crescimento de diversas zonas de lazer, destinadas aos mais novos. O programa Pólis criou novas piscinas municipais, novos parques para a prática de desporto e renovou o Parque da Cidade. De especial importância é também a sua vida noturna. Perfeitamente integradas no centro cívico da cidade, a Devesa, estão as "Docas", um conjunto de novos bares e cafés, de ambiente calmo, para todas as idades, que proporcionam momentos únicos a quem as visita. Sendo maioritariamente frequentados pelos nativos, também frequentam-nas jovens da região de Portalegre, das zonas mais rurais do município e até de Lisboa e Porto.

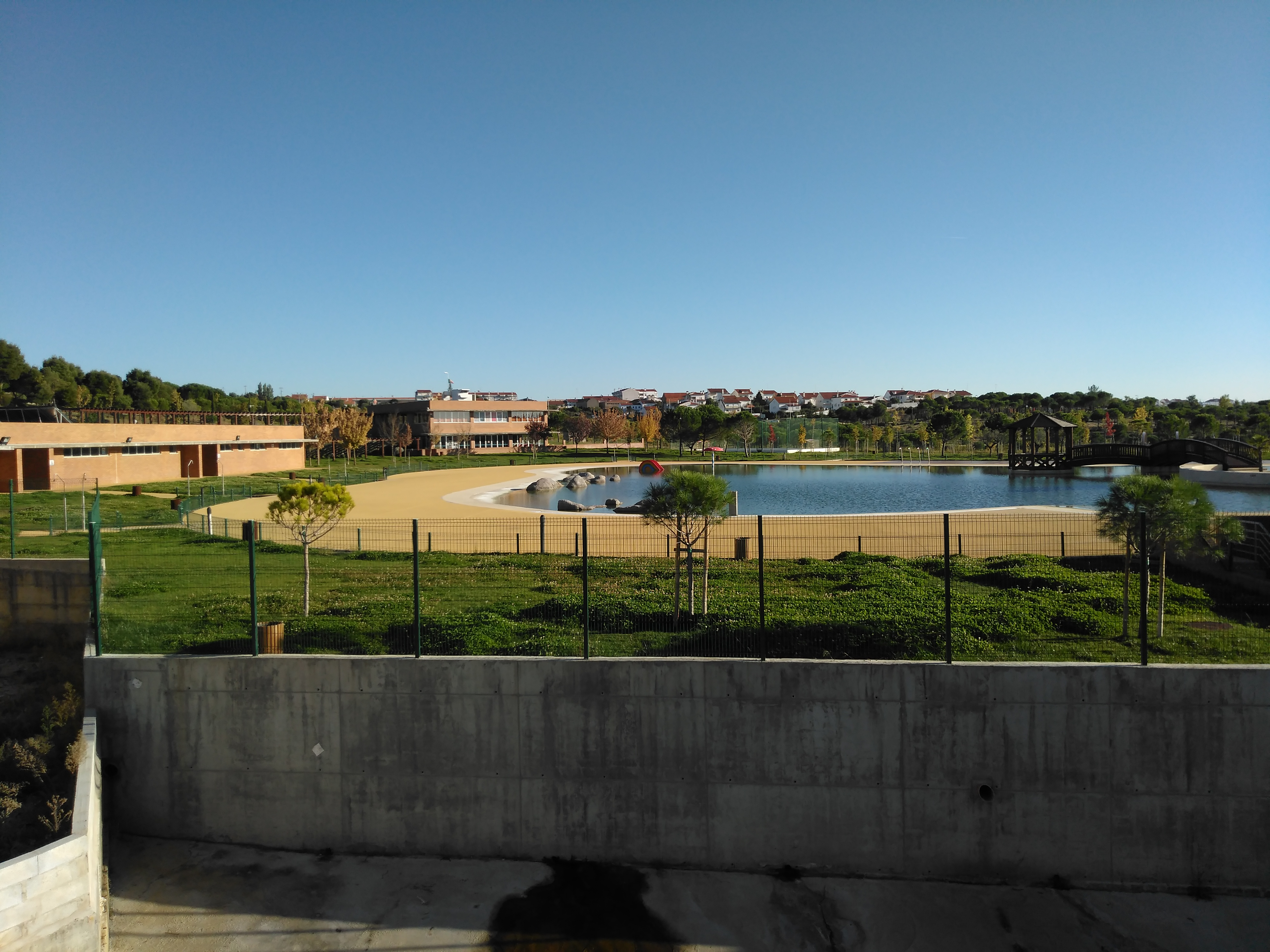
Vista parcial da piscina-praia de Castelo Branco

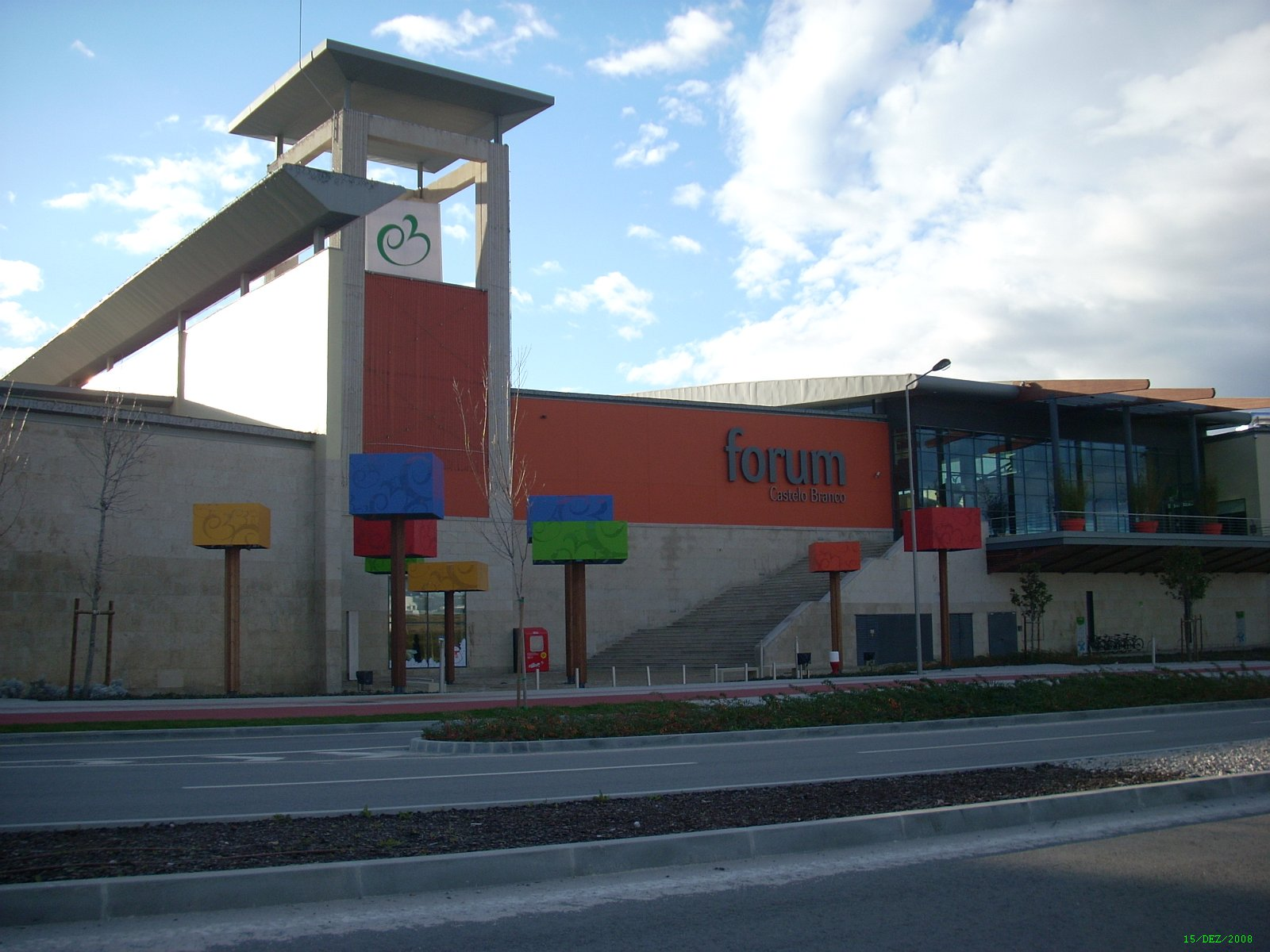
Fórum Castelo Branco

### Espaços públicos
- Centro de Cultura Contemporânea de Castelo Branco
- Cybercentro
- Biblioteca Municipal
- Piscina Praia
- Cine-Teatro Avenida

### Espaços verdes
- Jardim do Paço
- Parque da Cidade
- Geoparque Naturtejo
- Zona de lazer
- Parque do Barrocal
- Parque Urbano Cruz do Montalvão

### Espaços comerciais
- Fórum Castelo Branco
- Centro Comercial Alegro Castelo Branco
- Centro Comercial Nuno Álvares
- Centro Comercial São Tiago
- Centro Comercial São Cristóvão

## Economia
A cidade é sede da Centauro, uma empresa que produz permutadores de calor e equipamentos destinados à indústria de refrigeração, climatização e ar condicionado, e que emprega atualmente cerca de 200 pessoas. Conjuntamente com outras empresas do setor sediadas na cidade, fazem de Castelo Branco uma referência nacional na indústria do frio.
A filial portuguesa da Danone tem a sua fábrica em Castelo Branco, sendo umas das empresas mais antigas instaladas na zona industrial de Castelo Branco, e onde são produzidos diariamente produtos da Danone para toda a Península Ibérica.
O Distrito de Castelo Branco é também famoso pela qualidade do seu queijo, tendo várias queijarias de várias qualidades que geram muito dinheiro na região.
A Aptiv é a fábrica principal da cidade e a maior empregadora, com mais de 1000 trabalhadores. A empresa produz componentes automóveis para as principais marcas do ramo automóvel como Ferrari, PSA ou John Deere.
Existem também muitos postos de trabalho no ramo comercial, em destaque nos principais centros comerciais da cidade, como o Alegro e o Fórum.
Ao todo, a Zona Industrial de Castelo Branco emprega 4000 pessoas, sendo o maior pólo económico da região.

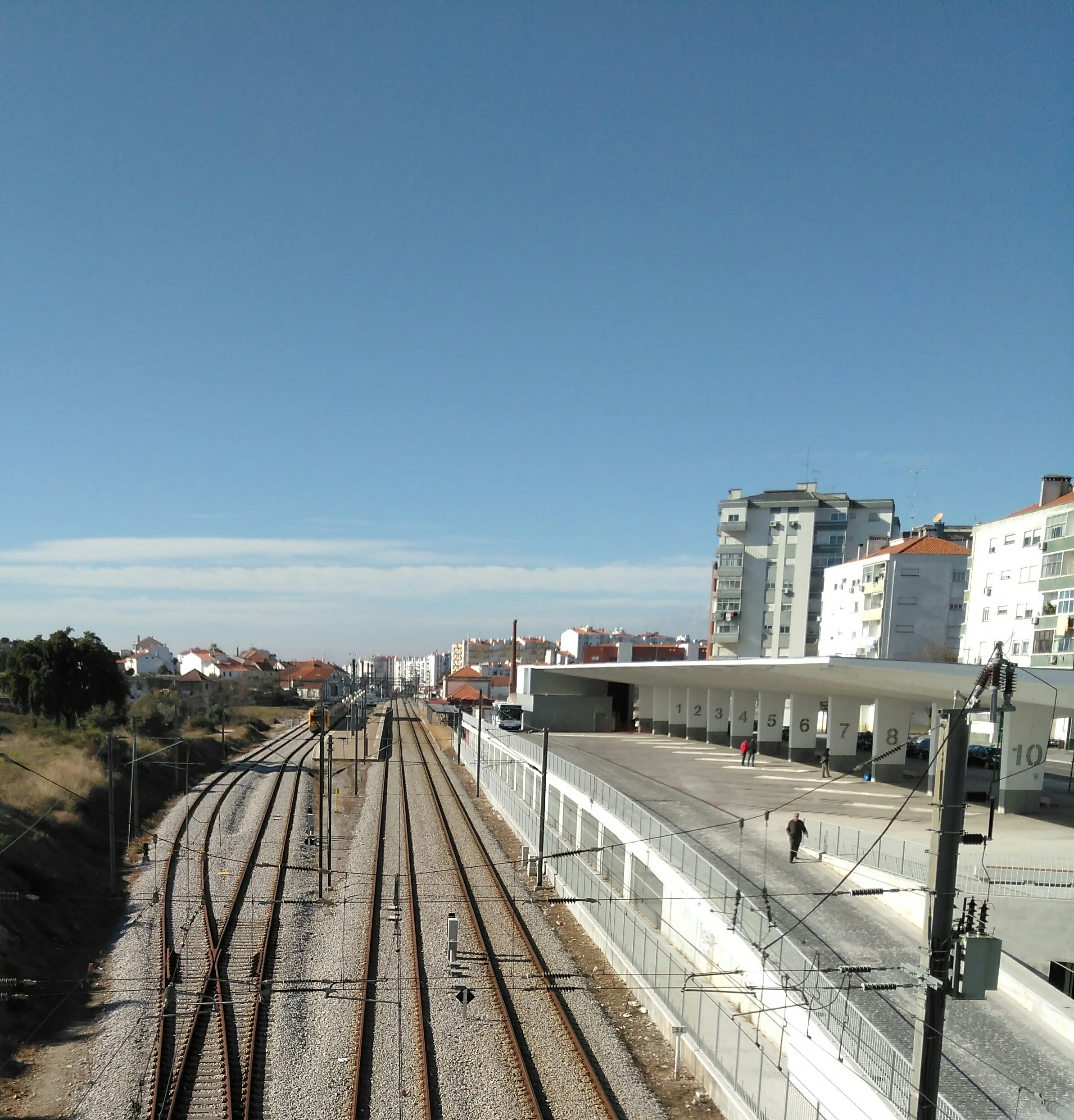
Terminal Rodoviário em primeiro plano com a Estação de Caminhos de Ferro ao fundo.

## Clima
O clima no município de Castelo Branco é temperado mediterrânico, influenciado pela continentalidade, pelo que apresenta pouca humidade ao longo do ano. A localização da cidade, numa zona transitória entre o Mar Mediterrâneo e o Oceano Atlântico, confere-lhe muitas das propriedades climatológicas que apresenta. A temperatura média do ar ronda os 15,5 °C, atingindo o seu mínimo em Janeiro (com temperaturas médias mínimas próximas de 4 °C) e com a média de 7,9 °C. O seu máximo ocorre em Julho (onde a temperatura se situa, em média, na casa dos 25 °C).
A precipitação é mais abundante de Outubro a Janeiro, com queda de neve ocasional e com valores médios mensais acima dos 100mm. Em contrapartida, em Julho e Agosto, a precipitação é residual, sendo estes os meses mais secos que a cidade atravessa anualmente.
No Inverno, em Janeiro, Castelo Branco tem temperaturas mínimas de -4 °C, mas há registos de -7 °C, por vezes com ocorrência de queda de neve (média de 8 cm).
| Tabela climática de Castelo Branco                                  | Tabela climática de Castelo Branco | Tabela climática de Castelo Branco | Tabela climática de Castelo Branco | Tabela climática de Castelo Branco | Tabela climática de Castelo Branco | Tabela climática de Castelo Branco | Tabela climática de Castelo Branco | Tabela climática de Castelo Branco | Tabela climática de Castelo Branco | Tabela climática de Castelo Branco | Tabela climática de Castelo Branco | Tabela climática de Castelo Branco | Tabela climática de Castelo Branco | Tabela climática de Castelo Branco |
| Temperatura                                                         | Temperatura                        | Temperatura                        | Temperatura                        | Temperatura                        | Temperatura                        | Temperatura                        | Temperatura                        | Temperatura                        | Temperatura                        | Temperatura                        | Temperatura                        | Temperatura                        | Temperatura                        | Temperatura                        |
| Mês                                                                 | Jan                                | Fev                                | Mar                                | Abr                                | Mai                                | Jun                                | Jul                                | Ago                                | Set                                | Out                                | Nov                                | Dez                                |                                    | Média                              |
| ------------------------------------------------------------------- | ---------------------------------- | ---------------------------------- | ---------------------------------- | ---------------------------------- | ---------------------------------- | ---------------------------------- | ---------------------------------- | ---------------------------------- | ---------------------------------- | ---------------------------------- | ---------------------------------- | ---------------------------------- | ---------------------------------- | ---------------------------------- |
| Média Máxima °C                                                     | 11,8                               | 14,0                               | 18,0                               | 18,6                               | 22,3                               | 27,3                               | 32,1                               | 31,6                               | 27,3                               | 21,0                               | 15,7                               | 12,5                               |                                    | 21,0                               |
| Média °C                                                            | 7,9                                | 9,6                                | 12,7                               | 13,1                               | 16,8                               | 21,0                               | 25,0                               | 24,4                               | 21,3                               | 16,3                               | 11,7                               | 9,0                                |                                    | 15,7                               |
| Média minima °C                                                     | 3,9                                | 5,2                                | 7,5                                | 8,0                                | 11,2                               | 14,6                               | 17,9                               | 17,2                               | 15,2                               | 11,6                               | 7,7                                | 5,6                                |                                    | 10,5                               |
| Precipitação                                                        |                                    |                                    |                                    |                                    |                                    |                                    |                                    |                                    |                                    |                                    |                                    |                                    |                                    |                                    |
| Mês                                                                 | Jan                                | Fev                                | Mar                                | Abr                                | Mai                                | Jun                                | Jul                                | Ago                                | Set                                | Out                                | Nov                                | Dez                                |                                    | Total                              |
| Total mm                                                            | 108,0                              | 58,7                               | 36,9                               | 58,1                               | 65,1                               | 25,2                               | 8,9                                | 8,4                                | 36,5                               | 105,5                              | 118,8                              | 128,2                              |                                    | 758,3                              |
| Dados de 1971 a 2000. Fonte: Instituto de Meteorologia, IP Portugal |                                    |                                    |                                    |                                    |                                    |                                    |                                    |                                    |                                    |                                    |                                    |                                    |                                    |                                    |

## Acessos
Castelo Branco é servida por uma estação ferroviária da Linha da Beira Baixa. O município é servido por mais estações, predominantemente nas freguesias mais rurais. Em termos rodoviários, possui um terminal de camionagem, com carreiras para todos os pontos do País, nomeadamente Lisboa, Porto, Algarve e também para Espanha. A cidade é servida por uma auto-estrada, a A23 (Torres Novas - Guarda) tendo três saídas; saída sul, com acesso direto à zona industrial, a saída centro, com acesso mais dirigido à zona histórica e a saída norte, para as zonas mais habitacionais e também já para as zonas mais rurais. Há outras saídas para as freguesias mais rurais.
De Lisboa: Pela A1 até ao nó de Torres Novas/A23 e nesta até uma das três saídas (Norte, Centro ou Sul)
Do Porto: Pela A1 até Albergaria-a-Velha/A25, nesta até à Guarda/A23 e nesta até à saída mais conveniente.
Do Algarve: Embora existam várias alternativas, a melhor é pela A22 até Faro/IP2, esta até à variante de Portalegre e depois A23.

## Ensino
Ao nível do ensino secundário, a cidade de Castelo Branco dispõe da Escola Secundária Nuno Álvares (antigo Liceu) e da Escola Secundária Amato Lusitano (antiga Escola Industrial e Comercial), existindo também escolas profissionais, no concelho este nível de ensino existe ainda na vila de Alcains.
Ao nível do ensino superior, o Instituto Politécnico de Castelo Branco tem diversos campi de ensino instalados na cidade.

### Ensino de 2º e 3º Ciclo
- Escola Básica João Roiz de Castelo Branco
- Escola Básica de Afonso de Paiva
- Escola Básica Cidade de Castelo Branco
- Escola Básica Prof. Dr. António Sena Faria de Vasconcelos
- Escola Básica Integrada de São Vicente da Beira

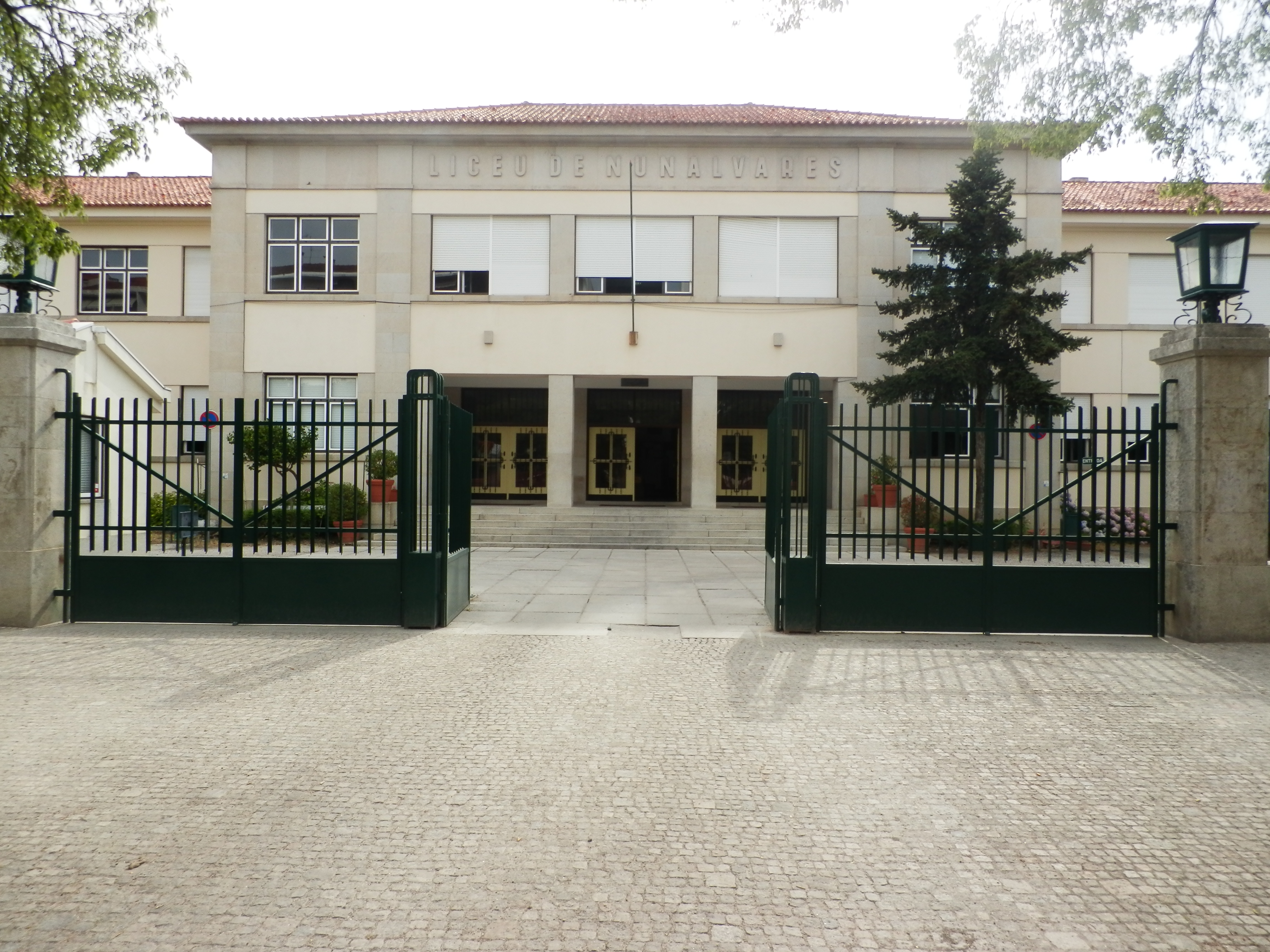
Escola Secundário Nuno Álvares

### Ensino secundário
- Escola Secundária com 3º ciclo do ensino básico de Amato Lusitano
- Escola Secundária com 3º ciclo do ensino básico de Nuno Álvares
- Escola Básica e Secundária de Alcains

### Ensino profissional
- ETEPA - Escola Tecnológica e Profissional Albicastrense
- Escola Profissional Agostinho Roseta - Pólo de Castelo Branco

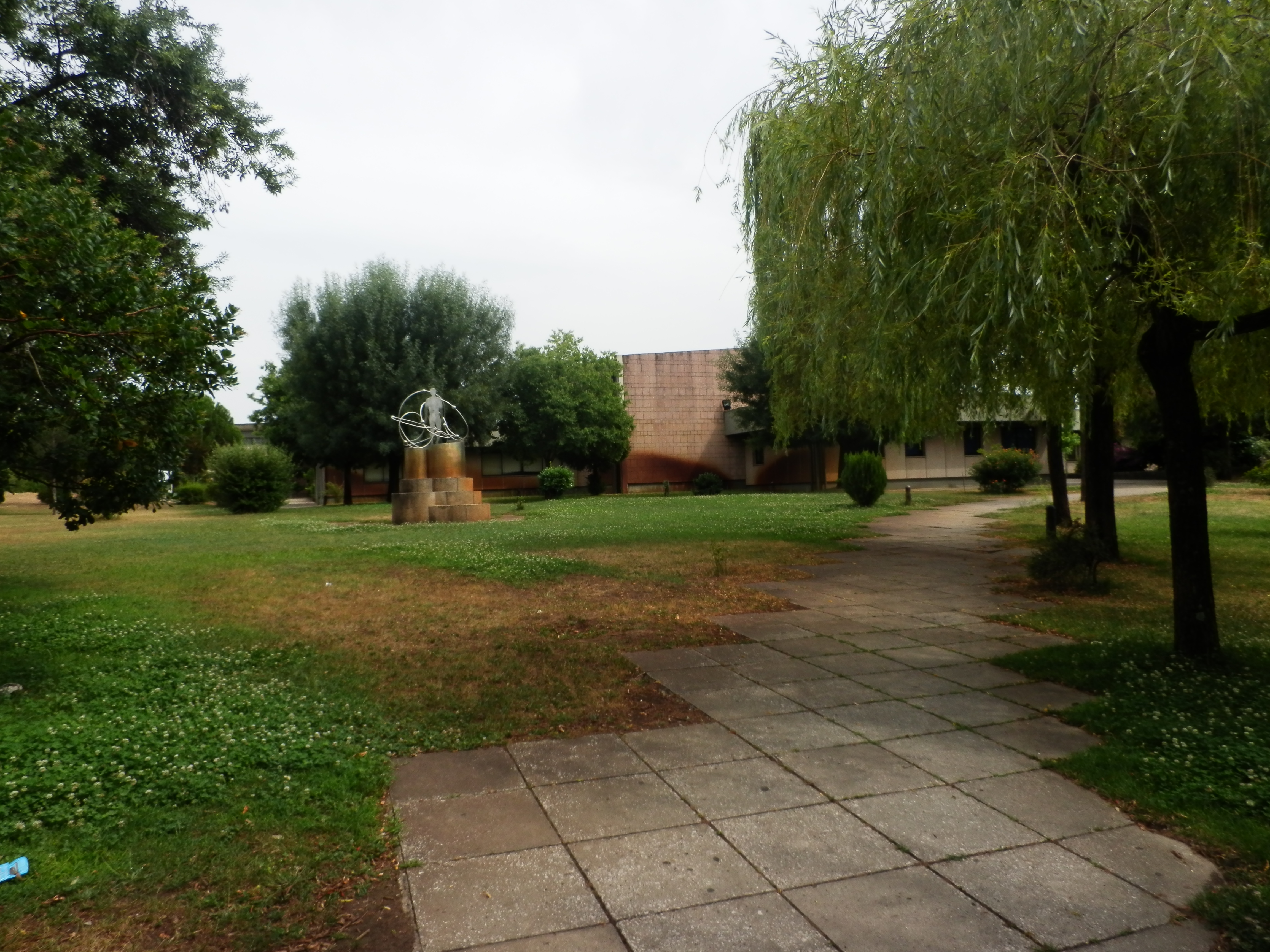
Escola Superior de Educação

### Ensino superior
A este nível, a cidade conta com o Instituto Politécnico de Castelo Branco, do qual fazem parte a Escola Superior Agrária, a Escola Superior de Educação, a Escola Superior de Saúde Dr. Lopes Dias, a Escola Superior de Artes Aplicadas, e a Escola Superior de Tecnologia. Para além dessas, também faz parte do Instituto Politécnico a Escola Superior de Gestão, que se localiza em Idanha-a-Nova.

### Outros
- Conservatório Regional de Castelo Branco
- Centro Emprego de Formação Profissional de Castelo Branco
- USALBI - Universidade Sénior Albicastrense
- AEBB - Associação Empresarial da Beira Baixa

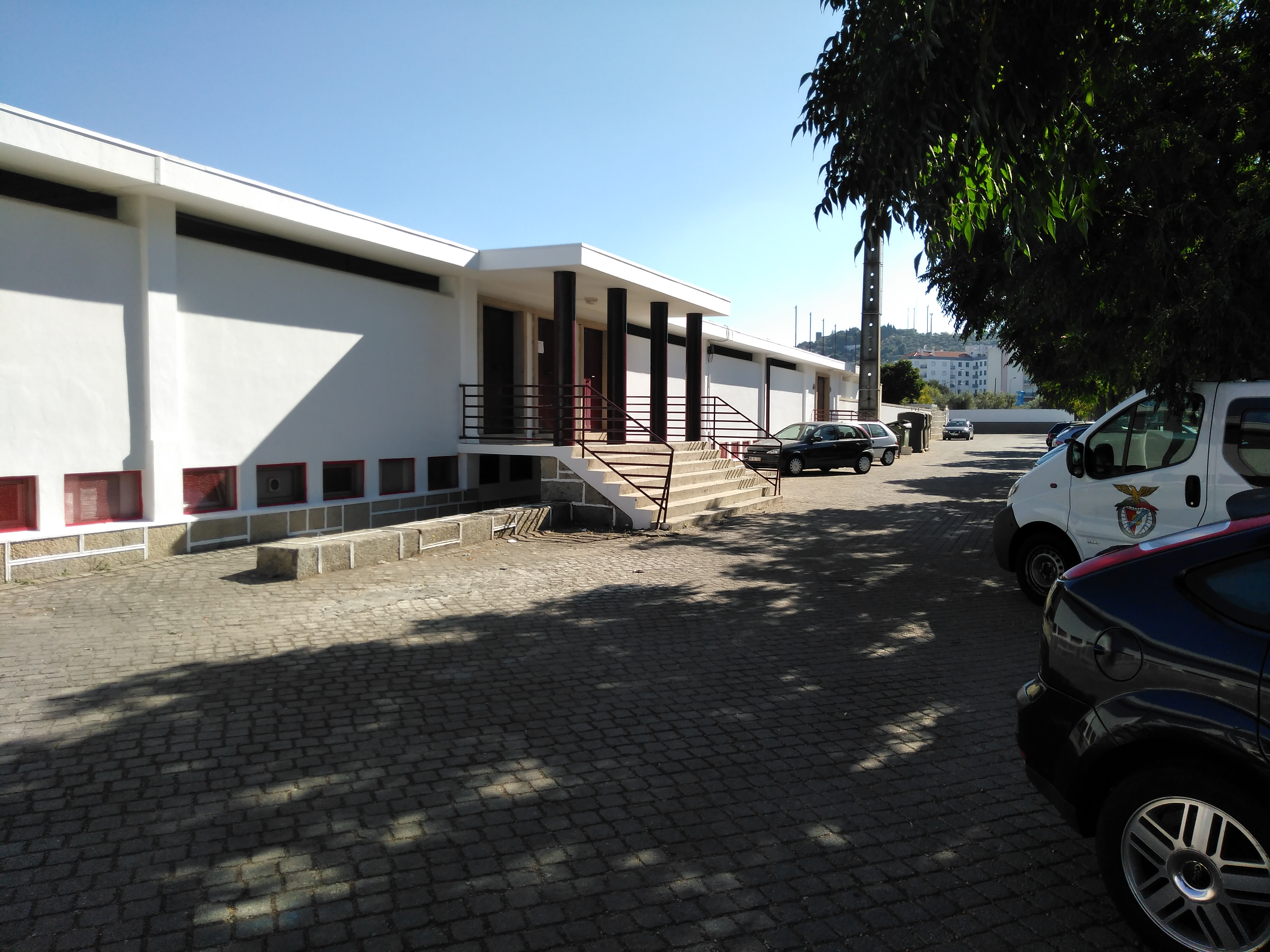
Entrada principal do Estádio Vale do Romeiro

## Desporto
O Sport Benfica e Castelo Branco é o clube mais emblemático da cidade. Atualmente disputa o Campeonato de Portugal mas já marcou presença na Liga de Honra, tendo estado muito perto de subir ao escalão máximo do futebol português. Foi fundado em 1924 e disputa os seus jogos no Estádio Municipal Vale do Romeiro, com lotação para 15000 pessoas. Existem também o Desportivo de Castelo Branco e a Associação Recreativa e Cultural do Bairro do Valongo, que se dedicam apenas aos escalões mais jovens.
A Associação Recreativa do Bairro da Boa Esperança, criada em 1976, é uma equipa de futsal que compete na IIª Divisão Nacional da modalidade contando também com uma academia para as camadas jovens. No futsal feminino há o Núcleo do Sporting Clube de Portugal de Castelo Branco, que compete no Campeonato Distrital da modalidade.
Em termos de andebol masculino, a cidade é representada pela A.D.A. (Associação Desportiva Albicastrense), criada a 29 de Março de 1979 e que compete na 2ª Divisão Nacional. Também a Casa do Benfica em Castelo Branco tem uma equipa de andebol feminino que compete na 2ª Divisão Nacional da sua categoria.
No basquetebol a cidade é representada pelo A.B.A. (Associação de Basquetebol Albicastrense), o clube foi fundado em 2006 e tem como principal objectivo a formação dos escalões mais jovens, possuindo também uma equipa sénior que disputa a 2ª Divisão Nacional.
Existem ainda as equipas do IPCB, que competem em diversas modalidades desportivas nas provas de desporto universitário.

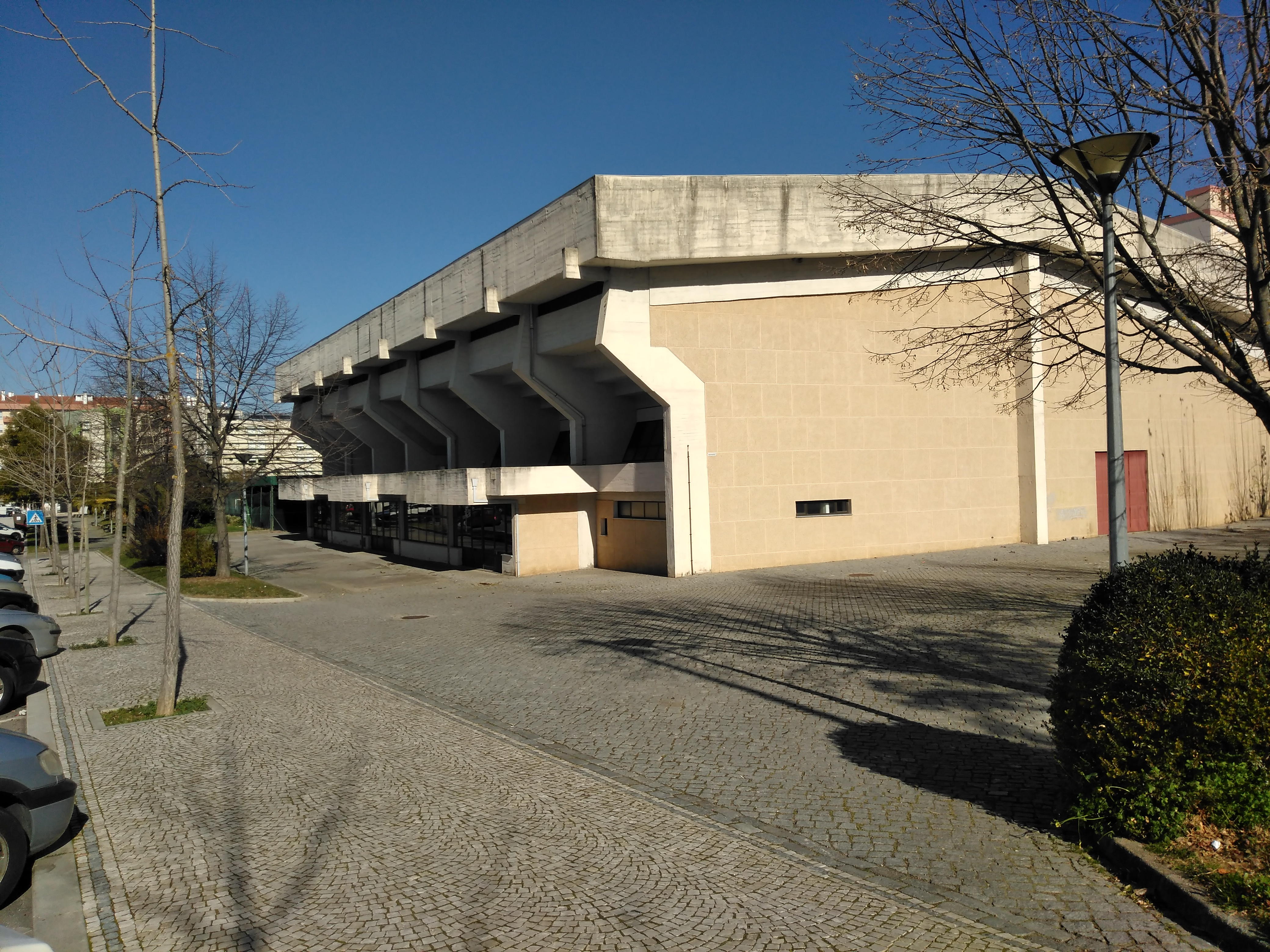
Vista exterior do Pavilhão Municipal

### Espaços desportivos
- Estádio Municipal Vale do Romeiro
- Estádio da Escola Superior Agrária
- Campo n.º 1 da Zona de lazer
- Campo n.º 2 da Zona de lazer
- Campo n.º 3 da Zona de lazer
- Complexo Desportivo do Bairro do Valongo
- Pavilhão Municipal de Castelo Branco
- Pavilhão Municipal da Boa Esperança
- Pavilhão da Escola Afonso de Paiva
- Pavilhão da Escola Superior de Educação
- Pavilhão da Escola Faria de Vasconcelos
- Pavilhão da Escola João Roiz
- Pavilhão da Escola Cidade de Castelo Branco
- Campos de Ténis do Albi Sport Clube
- Campos de Ténis do Hotel Colina do Castelo
- Campo de Ténis da Quinta Dr. Beirão
- Campo de Ténis do Albi Sport Clube
- Piscina do Centro Social Padres Redentoristas
- Piscinas Municipais de Castelo Branco
- Tanque de aprendizagem
- Piscina do Hotel Colina do Castelo
- Eurocircuito de Autocross
- Pista de Kartcross
- Pista de Ralicross

## Comunicação Social

### Jornais
Existem dois jornais, ambos semanários, que servem a cidade.
- Reconquista (criado em 1945)
- Gazeta do Interior (criado em 1989)
- Povo da Beira (criado em 1993 e extinto em 2020)

### Rádios
As rádios regionais são:
- Rádio Castelo Branco (92.0 MHz) (criada em 1987)
- Rádio UrbanaFM (97.5 MHz e 100.8 MHz). (criada em 2015)
- Rádio Juventude (101.8 MHz) (criada em 1984 e extinta em 2011)

### Televisão
- Beira Baixa TV - Canal online que publica reportagens e vídeos em direto através da plataforma Facebook.

## Organização política e administrativa
Localmente, Castelo Branco possui um executivo na Câmara Municipal, um órgão legislativo na Assembleia Municipal e ainda uma Junta de Freguesia para a cidade. O Governo Civil de Castelo Branco existiu até 2011, tendo sido extinto junto com os seus homólogos nacionais. Castelo Branco integra a Comunidade Inter-Municipal do Interior Sul (CIMBIS), uma proto-organização regional de poder local.
Castelo Branco integra ainda a macrorregião de Turismo do Centro.
O actual presidente da Câmara Municipal é Leopoldo Rodrigues, que foi eleito em 2021 pelo Partido Socialista.

### Freguesias

Mapa das freguesias de Castelo Branco.

O município de Castelo Branco está dividido em 19 freguesias.
1. Alcains (vila)
2. Almaceda
3. Benquerenças
4. Castelo Branco
5. Cebolais de Cima e Retaxo
6. Escalos de Baixo e Mata
7. Escalos de Cima e Lousa
8. Freixial e Juncal do Campo
9. Lardosa
10. Louriçal do Campo
11. Malpica do Tejo
12. Monforte da Beira
13. Ninho do Açor e Sobral do Campo
14. Póvoa de Rio de Moinhos e Cafede
15. Salgueiro do Campo
16. Santo André das Tojeiras
17. São Vicente da Beira (vila)
18. Sarzedas
19. Tinalhas

| Freguesia                        | População (2021) | População (% do município) | Densidade Populacional (hab/km²) |
| -------------------------------- | ---------------- | -------------------------- | -------------------------------- |
| Castelo Branco                   | 34 455           | 65,92                      | 202,4                            |
| Alcains                          | 4 615            | 8,82                       | 124,9                            |
| Cebolais de Cima e Retaxo        | 1 609            | 3,08                       | 64,1                             |
| Escalos de Cima e Lousa          | 1 256            | 2,41                       | 24,6                             |
| Escalos de Baixo e Mata          | 1 038            | 1,99                       | 14,8                             |
| Sarzedas                         | 1 017            | 1,95                       | 5,9                              |
| São Vicente da Beira             | 961              | 1,83                       | 9,6                              |
| Lardosa                          | 888              | 1,70                       | 19,9                             |
| Póvoa de Rio de Moinhos e Cafede | 861              | 1,65                       | 21                               |
| Salgueiro do Campo               | 775              | 1,49                       | 25,6                             |
| Freixial e Juncal do Campo       | 668              | 1,28                       | 16,4                             |
| Benquerenças                     | 637              | 1,22                       | 10,5                             |
| Ninho do Açor e Sobral do Campo  | 622              | 1,19                       | 14,5                             |
| Santo André das Tojeiras         | 588              | 1,12                       | 7,9                              |
| Louriçal do Campo                | 557              | 1,06                       | 24,9                             |
| Tinalhas                         | 513              | 0,99                       | 31,9                             |
| Almaceda                         | 511              | 0,98                       | 7,1                              |
| Malpica do Tejo                  | 381              | 0,73                       | 1,6                              |
| Monforte da Beira                | 320              | 0,61                       | 2,7                              |

### Geminações
A cidade de Castelo Branco está geminada com as seguintes cidades:
- Cáceres, Estremadura, Espanha
- Plasência, Estremadura, Espanha
- Umuarama, Paraná, Brasil
- Petrolina, Pernambuco, Brasil
- Huambo, Huambo, Angola
- Zhuhai, Guangdong, China
- Guanare, Portuguesa, Venezuela
- Puławy, Voivodia de Lublin, Polónia
- Portalegre, Distrito de Portalegre, Portugal
- Castelo Branco (Horta), Açores, Portugal

A cidade de Castelo Branco, juntamente com Cáceres, Plasência e Portalegre, fazem parte do Triurbir, uma organização de cidades parceiras.

## Bairros e Urbanizações
| - Bairro da Boa Esperança - Bairro da Carapalha - Bairro da Cruz de São Gens - Bairro da Fonte do Tostão - Bairro da Horta D'Alva - Bairro da Mina - Bairro da Quinta Nova - Bairro de Buenos Aires - Bairro de Nossa Senhora do Valongo - Bairro de Santiago - Bairro de Santo André - Bairro do Barrocal - Bairro do Cansado | - Bairro do Castelo - Bairro do Disco de Baixo - Bairro do Disco de Cima - Bairro do Leonardo - Bairro do Pereiro - Bairro do Ribeiro das Perdizes - Urbanização Granja Park - Urbanização Quinta Doutor Beirão - Urbanização Quinta Pires Marques - Urbanização Quinta da Fonte Nova - Urbanização Quinta da Granja - Urbanização Quinta da Parrela - Urbanização Quinta da Pipa de Baixo | - Urbanização Quinta da Pipa de Cima - Urbanização Quinta das Fontaínhas - Urbanização Quinta das Laranjeiras - Urbanização Quinta das Pedras - Urbanização Quinta das Taipas - Urbanização Quinta das Violetas - Urbanização Quinta do Amieiro de Baixo - Urbanização Quinta do Amieiro de Cima - Urbanização Quinta do Bosque - Urbanização Quinta do Socorro - Urbanização da Auto Mecânica da Beira - Urbanização da Cruz de Montalvão - Urbanização da Encosta do Castelo |

## Política

### Presidentes eleitos
- 2021–2025: Leopoldo Martins Rodrigues (PS)[18]
- 2017-2021*: Luís Manuel dos Santos Correia (PS)[19]
- 2013–2017: Luís Manuel dos Santos Correia (PS)[20]
- 2009–2013: Joaquim Morão Lopes Dias (PS)[21]
- 2005–2009: Joaquim Morão Lopes Dias (PS)[22]
- 2001–2005: Joaquim Morão Lopes Dias (PS)[23]
- 1997–2001: Joaquim Morão Lopes Dias (PS)[24]
- 1993–1997: César Augusto Vila Franca (PPD/PSD)[25]
- 1989–1993: César Augusto Vila Franca (PSD)[26]
- 1985–1989: César Augusto Vila Franca (PSD)[27]
- 1982–1985: César Augusto Vila Franca (AD)[28]
- 1979–1982: César Augusto Vila Franca (AD)[29]
- 1976–1979: Armindo Gonçalves Ramos (PS)[30]

*mandato incompleto, substituído no cargo por:
- 2020–2021: José Augusto Rodrigues Alves

### Eleições autárquicas[31]
| Data | %     | V     | %       | V       | %       | V       | %            | V            | %              | V         | %              | V  | %              | V   | %              | V    | %              | V   | %              | V       | %              | V  | %   | V   | %  | V  | %   | V   | Participação |                |
| Data | PS    | PS    | PPD/PSD | PPD/PSD | CDS-PP  | CDS-PP  | FEPU/APU/CDU | FEPU/APU/CDU | PCTP/MRPP      | PCTP/MRPP | AD             | AD | PPM            | PPM | UEDS           | UEDS | PRD            | PRD | PSD-CDS        | PSD-CDS | BE             | BE | GCE | GCE | CH | CH | MPT | MPT | Participação |                |
| ---- | ----- | ----- | ------- | ------- | ------- | ------- | ------------ | ------------ | -------------- | --------- | -------------- | -- | -------------- | --- | -------------- | ---- | -------------- | --- | -------------- | ------- | -------------- | -- | --- | --- | -- | -- | --- | --- | ------------ | -------------- |
| Data | 1976  | 43,31 | 4       | 25,59   | 2       | 11,82   | 1            | 8,45         | -              | 2,70      | -              |    |                |     |                |      |                |     |                |         |                |    |     |     |    |    |     |     |              | 60,64 / 100,00 |
| 1979 | 32,21 | 2     | AD      | AD      | AD      | AD      | 10,74        | 1            | 1,89           | -         | 51,59          | 4  | AD             | AD  | 71,06 / 100,00 |      |                |     |                |         |                |    |     |     |    |    |     |     |              |                |
| 1982 | 24,24 | 2     | AD      | AD      | AD      | AD      | 11,34        | 1            | 2,19           | -         | 56,20          | 4  | AD             | AD  | PS             | PS   | 68,43 / 100,00 |     |                |         |                |    |     |     |    |    |     |     |              |                |
| 1985 | 13,86 | 1     | 53,75   | 5       | 4,58    | -       | 7,15         | -            |                |           |                |    |                |     |                |      | 16,49          | 1   | 64,88 / 100,00 |         |                |    |     |     |    |    |     |     |              |                |
| 1989 | 38,30 | 3     | 45,44   | 4       | 3,93    | -       | 4,21         | -            | 3,69           | -         | 63,36 / 100,00 |    |                |     |                |      |                |     |                |         |                |    |     |     |    |    |     |     |              |                |
| 1993 | 38,43 | 3     | 46,08   | 4       | 5,44    | -       | 5,23         | -            |                |           | 63,22 / 100,00 |    |                |     |                |      |                |     |                |         |                |    |     |     |    |    |     |     |              |                |
| 1997 | 65,25 | 7     | 22,88   | 2       | 3,30    | -       | 4,00         | -            | 63,58 / 100,00 |           |                |    |                |     |                |      |                |     |                |         |                |    |     |     |    |    |     |     |              |                |
| 2001 | 70,70 | 6     | CDS-PP  | CDS-PP  | PPD/PSD | PPD/PSD | 2,86         | -            | 21,36          | 1         | 1,33           | -  | 62,75 / 100,00 |     |                |      |                |     |                |         |                |    |     |     |    |    |     |     |              |                |
| 2005 | 68,67 | 6     | 19,03   | 1       | 1,91    | -       | 3,48         | -            | 0,28           | -         |                |    | 2,39           | -   | 60,08 / 100,00 |      |                |     |                |         |                |    |     |     |    |    |     |     |              |                |
| 2009 | 69,90 | 8     | 16,99   | 1       | 3,91    | -       | 3,40         | -            |                |           | 2,78           | -  | 55,91 / 100,00 |     |                |      |                |     |                |         |                |    |     |     |    |    |     |     |              |                |
| 2013 | 61,87 | 7     | 20,00   | 2       | 2,99    | -       | 5,24         | -            | 2,55           | -         | 50,71 / 100,00 |    |                |     |                |      |                |     |                |         |                |    |     |     |    |    |     |     |              |                |
| 2017 | 58,75 | 5     | 23,28   | 2       | 3,35    | -       | 4,53         | -            | 4,47           | -         | 53,50 / 100,00 |    |                |     |                |      |                |     |                |         |                |    |     |     |    |    |     |     |              |                |
| 2021 | 35,95 | 3     | AD      | AD      | AD      | AD      | 2,16         | -            | 11,47          | 1         | AD             | AD | 1,63           | -   | 31,65          | 3    | 7,18           | -   | 5,88           | -       | 56,35 / 100,00 |    |     |     |    |    |     |     |              |                |

### Eleições legislativas
| Data | %     | %     | %     | %    | %     | %     | %        | %     | %     | %     | %    | %   | %       | % | %  | %  |
| Data | PS    | PSD   | CDS   | PCP  | UDP   | AD    | APU/ CDU | FRS   | PRD   | PSN   | BE   | PAN | PSD CDS | L | CH | IL |
| ---- | ----- | ----- | ----- | ---- | ----- | ----- | -------- | ----- | ----- | ----- | ---- | --- | ------- | - | -- | -- |
| 1976 | 38,86 | 23,81 | 17,09 | 6,24 | 0,79  |       |          |       |       |       |      |     |         |   |    |    |
| 1979 | 27,62 | AD    | AD    | APU  | 1,78  | 50,09 | 11,95    |       |       |       |      |     |         |   |    |    |
| 1980 | FRS   | AD    | AD    | APU  | 0,56  | 51,13 | 9,77     | 31,67 |       |       |      |     |         |   |    |    |
| 1983 | 39,42 | 32,49 | 10,58 | APU  | 0,51  |       | 10,53    |       |       |       |      |     |         |   |    |    |
| 1985 | 16,28 | 31,31 | 6,83  | APU  | 0,86  | 7,37  | 32,61    |       |       |       |      |     |         |   |    |    |
| 1987 | 21,65 | 54,45 | 3,85  | CDU  | 0,60  | 5,29  | 8,29     |       |       |       |      |     |         |   |    |    |
| 1991 | 35,22 | 49,45 | 3,75  | CDU  |       | 3,32  | 1,17     | 2,98  |       |       |      |     |         |   |    |    |
| 1995 | 57,17 | 27,76 | 8,65  | CDU  | 0,54  | 2,74  |          |       |       |       |      |     |         |   |    |    |
| 1999 | 55,75 | 28,18 | 6,70  | CDU  |       | 4,17  | 1,68     |       |       |       |      |     |         |   |    |    |
| 2002 | 49,80 | 34,58 | 7,11  | CDU  | 2,87  | 1,93  |          |       |       |       |      |     |         |   |    |    |
| 2005 | 58,81 | 23,68 | 4,84  | CDU  | 3,33  | 4,82  |          |       |       |       |      |     |         |   |    |    |
| 2009 | 39,12 | 28,64 | 8,76  | CDU  | 4,88  | 11,58 |          |       |       |       |      |     |         |   |    |    |
| 2011 | 32,47 | 38,05 | 10,76 | CDU  | 4,52  | 5,46  | 0,78     |       |       |       |      |     |         |   |    |    |
| 2015 | 40,79 | CDS   | PSD   | CDU  | 5,01  | 10,47 | 1,05     | 33,69 | 0,50  |       |      |     |         |   |    |    |
| 2019 | 40,10 | 26,04 | 3,02  | CDU  | 4,28  | 11,54 | 3,10     |       | 0,97  | 1,82  | 0,71 |     |         |   |    |    |
| 2022 | 44,64 | 27,78 | 1,24  | CDU  | 2,51  | 4,48  | 1,15     | 1,03  | 10,93 | 2,97  |      |     |         |   |    |    |
| 2024 | 29,47 | AD    | AD    | CDU  | 27,88 | 1,86  | 4,24     | 1,55  | 2,40  | 24,24 | 3,52 |     |         |   |    |    |

## Albicastrenses ilustres

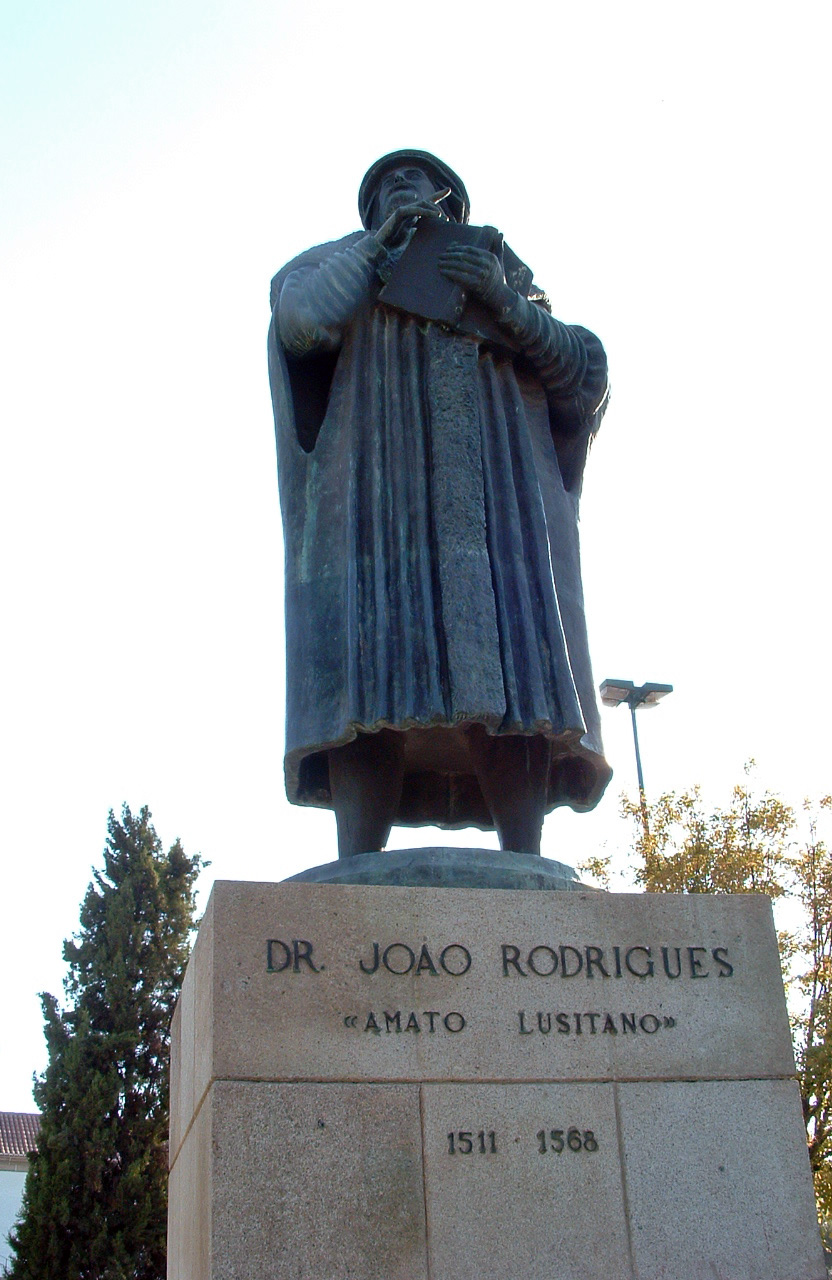
Estátua a Amato Lusitano, no centro da cidade.

- Álvaro da Costa (São Vicente da Beira) - Foi um fidalgo da Casa Real portuguesa e conselheiro do rei D. Manuel I. Foi ainda o primeiro Provedor da Santa Casa da Misericórdia de Lisboa.
- Pedro da Mota e Silva - Foi um clérigo e político Português durante os reinados de João V e de José I. Foi agente da Santa Sé entre 1721 e 1728 e Secretário de Estado dos Negócios Interiores do Reino a partir de 1736.
- Afonso de Paiva - Explorador português nomeado para recolher informações no Oriente aquando do reinado de D. João II.
- Amato Lusitano - Famoso médico Renascentista que se notabilizou por ter descoberto as válvulas venosas e por ter escrito as «Centúrias das Curas Medicinais». Foi ainda professor universitário e médico pessoal do Papa Júlio III. Por todo o seu trabalho, é considerado o príncipe da medicina portuguesa.
- Maria Lalande (Salgueiro do Campo) - Atriz, nascida em 1912
- Aurélio Granada Escudeiro (Alcains) - Bispo de Angra
- António Pires Nunes - Oficial do Exército. Historiador e investigador. A sua vasta obra foi premiada tanto nacional como internacionalmente.
- António Salvado - Professor de profissão, notabilizou-se como poeta e escritor, tendo a sua vasta obra sido reconhecida não só em Portugal como no resto do mundo.
- Manuel Dias - Missionário Jesuíta que se notabilizou na China;
- António Ramalho Eanes (Alcains) - General do Exército Português, primeiro Presidente da República democraticamente eleito após a Revolução de 25 de Abril.
- Bartolomeu da Costa - Nascido no século XVI. Foi Cónego e Tesoureiro-mor da Sé de Lisboa e é um benemérito da Santa Casa da Misericórdia de Castelo Branco.
- Rodrigo Rebelo - Militar do século XV.  Foi capitão da fortaleza de Cananor e de Goa.
- Eduardo Marçal Grilo - Foi Ministro da Educação do XIII Governo Constitucional liderado por António Guterres.
- Rodrigo Tavares - É professor universitário, administrador de empresas e colunista na imprensa. Selecionado como Young Global Leader pelo Fórum Económico Mundial.
- Cardeal da Mota - Sacerdote promovido a cardeal pelo Papa Bento XIII, graças a um pedido feito por D. João V.
- António Baltasar Marcelino (Lousa) - Foi um bispo católico português, bispo emérito de Aveiro.
- João Roiz de Castelo Branco - Fidalgo e poeta dos séculos XV/XVI. O seu único poema conhecido encontra-se inscrito no Parque da Cidade, em Castelo Branco.